# Antonio Canova
Antonio Canova (Possagno, 1 de novembro de 1757 – Veneza, 13 de outubro de 1822) foi um desenhista, pintor, antiquário e arquiteto italiano, mas é mais lembrado como escultor, desenvolvendo uma carreira longa e produtiva.
Seu estilo foi fortemente inspirado na arte da Grécia Antiga. Suas obras foram comparadas por seus contemporâneos com a melhor produção da Antiguidade, e foi tido como o maior escultor europeu desde Bernini, sendo celebrado por toda parte. Sua fundamental contribuição para a consolidação da arte neoclássica é equiparada à do teórico Johann Joachim Winckelmann e à do pintor Jacques-Louis David, mas não foi insensível à influência do Romantismo. Não teve discípulos regulares, mas influenciou a escultura de toda a Europa em sua geração, atraindo inclusive artistas dos Estados Unidos, permanecendo como uma referência ao longo de todo o século XIX especialmente entre os escultores do Academismo. 
Também manteve um continuado interesse na pesquisa arqueológica, foi um colecionador de antiguidades e esforçou-se por evitar que o acervo de arte italiana, antiga ou moderna, fosse disperso por outras coleções do mundo. Neste sentido, merecem nota seu trabalho como Inspetor-Geral de Antiguidades e Belas Artes dos estados papais, supervisionando coleções, museus e escavações arqueológicas, e a importante missão diplomática de que foi incumbido pelo papa, depois da queda de Napoleão, para tentar reaver a vasta coleção de arte que o general havia confiscado na Itália durante sua campanha de conquista, tendo um sucesso apenas parcial, embora notável pela quantidade e valor das obras recuperadas, muitas delas icônicas, como a Vênus de Médici e o Apolo Belvedere. Deixou um legado no campo educativo como diretor da Accademia di San Luca em Roma e desenvolveu importante atividade de apoio aos jovens artistas. 
Sempre muito louvado como artista, intelectual, mecenas, mestre e amigo, considerado por seus contemporâneos um modelo tanto de excelência artística como de virtude pessoal, recebeu diversos panegíricos e condecorações e foi nobilitado pelo papa Pio VII com os títulos de Cavaleiro e Marquês de Ischia. Com a ascensão da estética modernista, caiu no esquecimento, mas seu mérito foi restabelecido pela crítica a partir de meados do século XX, confirmando para ele um lugar de destaque na história da escultura do Ocidente.

## Biografia

### Primeiros anos

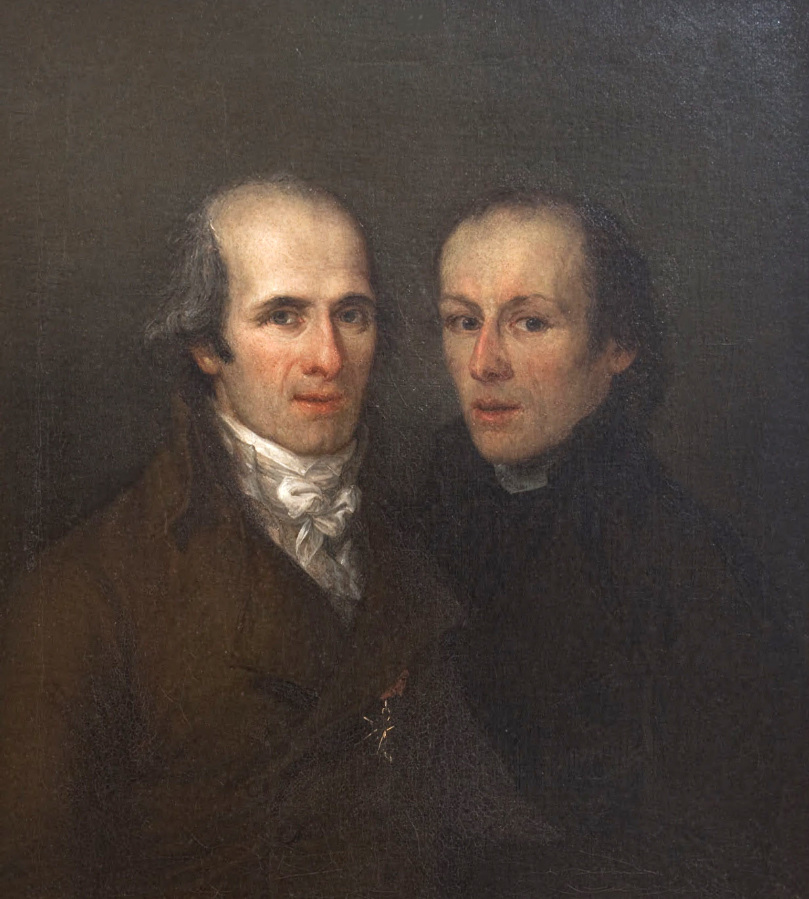
Canova e seu meio-irmão Giovanni Battista Sartori.

Antonio Canova nasceu em Possagno em 1 de novembro de 1757, filho de um escultor de algum mérito, Pietro Canova, que faleceu quando o filho tinha cerca de três anos. Um ano depois, sua mãe, Angela Zardo, casou com Francesco Sartori, e entregou o menino aos cuidados de seu avô paterno, Passino Canova, também escultor, e de sua tia Caterina Ceccato. Teve quatro meios-irmãos das segundas núpcias de sua mãe: Giuseppe, Maria, Elisabetta e o futuro bispo Giovanni Battista Sartori. Giovanni Battista só conheceu pessoalmente Canova em 1798 mas logo se tornou um amigo íntimo, a partir de 1801 foi seu secretário e depois seu herdeiro e executor testamentário. Sartori desempenharia um papel fundamental na administração da bem-sucedida carreira profissional do artista.
Aparentemente seu avô foi o primeiro a notar seu talento, e assim que Canova pôde segurar um lápis foi iniciado nos segredos do desenho. Sua juventude foi passada em estudos artísticos, mostrando desde cedo predileção pela escultura. Com nove anos já foi capaz de produzir dois pequenos relicários em mármore, que ainda existem, e desde então seu avô o empregou para diversos trabalhos. O avô era patrocinado pela rica família Falier de Veneza, e através dele Canova foi apresentado ao senador Giovanni Falier, que se tornou seu assíduo protetor, e cujo filho Giuseppe se tornou um dos seus mais constantes amigos. Através de Falier, Canova, com cerca de 13 anos, foi colocado sob a orientação de Giuseppe Torretto, um dos mais notáveis escultores do Vêneto em sua geração. Seu estudo foi facilitado pelo acesso que teve a importantes coleções de estatuária antiga, como as mantidas pela Academia de Veneza e pelo colecionador Filippo Farsetti, que foi-lhe útil estabelecendo novos contatos com ricos patronos. Logo suas obras foram elogiadas pela precoce virtuosidade, capacitando-o a receber suas primeiras encomendas, entre elas duas cestas de frutas em mármore para o próprio Farsetti, muito admiradas. A cópia que fez em terracota dos célebres Lutadores Uffizi valeu-lhe o segundo prêmio na Academia.

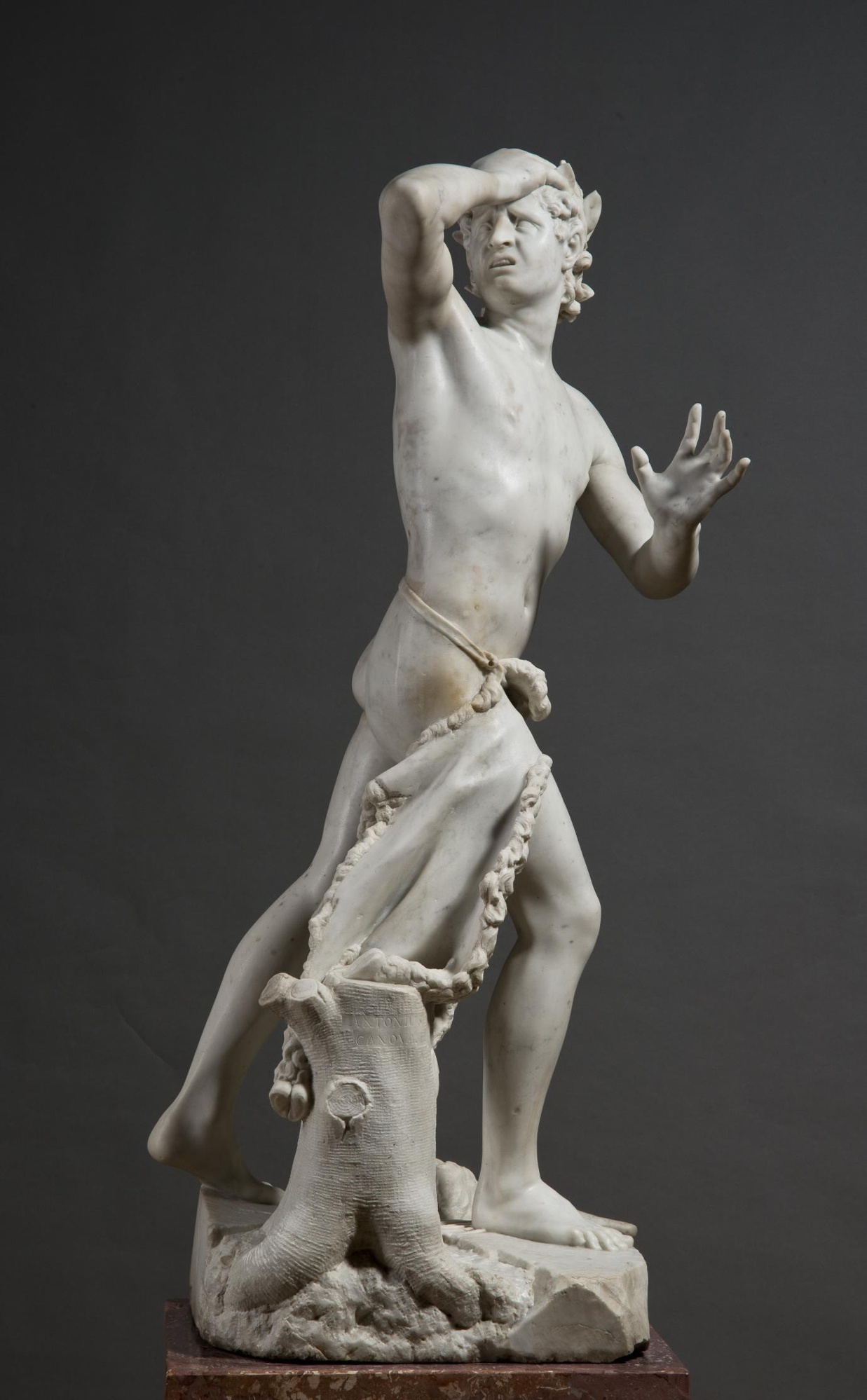
Orfeu, Museu Hermitage, São Petersburgo.

Com a morte de Torretto a continuidade da instrução de Canova foi confiada a Giovanni Ferrari, sobrinho do outro, mas permaneceu com ele apenas um ano. Então, com apenas dezesseis anos, decidiu iniciar o trabalho por conta própria, e logo recebeu de Falier a encomenda para estátuas representando Orfeu e Eurídice. O conjunto, acabado entre 1776-77, resultou tão bem e atraiu tanto aplauso que seus amigos já previam para ele um futuro brilhante. Nele, e em outro grupo importante, representando Dédalo e Ícaro (1778-79), o escultor já mostrava grande maturidade. Seu estilo nessa fase, se tinha um caráter ornamental típico do Rococó, era também vigoroso, e ao mesmo tempo se distinguia da tradição naturalista da arte veneziana e evidenciava uma tendência à idealização que adquirira com seus estudos dos clássicos.

### Roma
O grande progresso de Canova levou Falier a organizar sua ida para Roma, a fim de que se aperfeiçoasse. Roma nessa época era o mais importante centro de peregrinação cultural da Europa e uma meta obrigatória para qualquer artista que aspirasse à fama. Com sua pletora de monumentos antigos e grandes coleções, numa fase em que estava em pleno andamento a formação do Neoclassicismo, a cidade era toda um grande museu, e oferecia inúmeros exemplares autênticos para estudo em primeira mão da grande produção artística do passado clássico. Antes de sua partida seus amigos conseguiram-lhe uma pensão de 300 ducados anuais, que se manteria por três anos. Também obteve cartas de apresentação para o embaixador veneziano na cidade, o cavaleiro Girolamo Zulian, um ilustrado patrono das artes, que o recebeu com grande hospitalidade quando o artista chegou ali em torno de 1779 (Cf. nota:), e providenciou a primeira exibição pública, em sua própria casa, de um trabalho do artista, uma cópia do grupo de Dédalo e Ícaro que mandou vir de Veneza e que suscitou a admiração de quantos a viram. Segundo o relato do conde Leopoldo Cicognara, um de seus primeiros biógrafos, apesar da aprovação unânime da obra, Canova sentiu enorme embaraço naquele momento, falando muitas vezes dele anos mais tarde como um dos episódios mais tensos de sua vida. Através de Zulian, Canova foi assim introduzido, com um sucesso imediato, na populosa comunidade local de intelectuais, onde brilhavam o arqueólogo Gavin Hamilton, os colecionadores sir William Hamilton e o cardeal Alessandro Albani, e o antiquário e historiador Johann Joachim Winckelmann, o principal mentor do Neoclassicismo, entre tantos outros que partilhavam de seu amor aos clássicos.

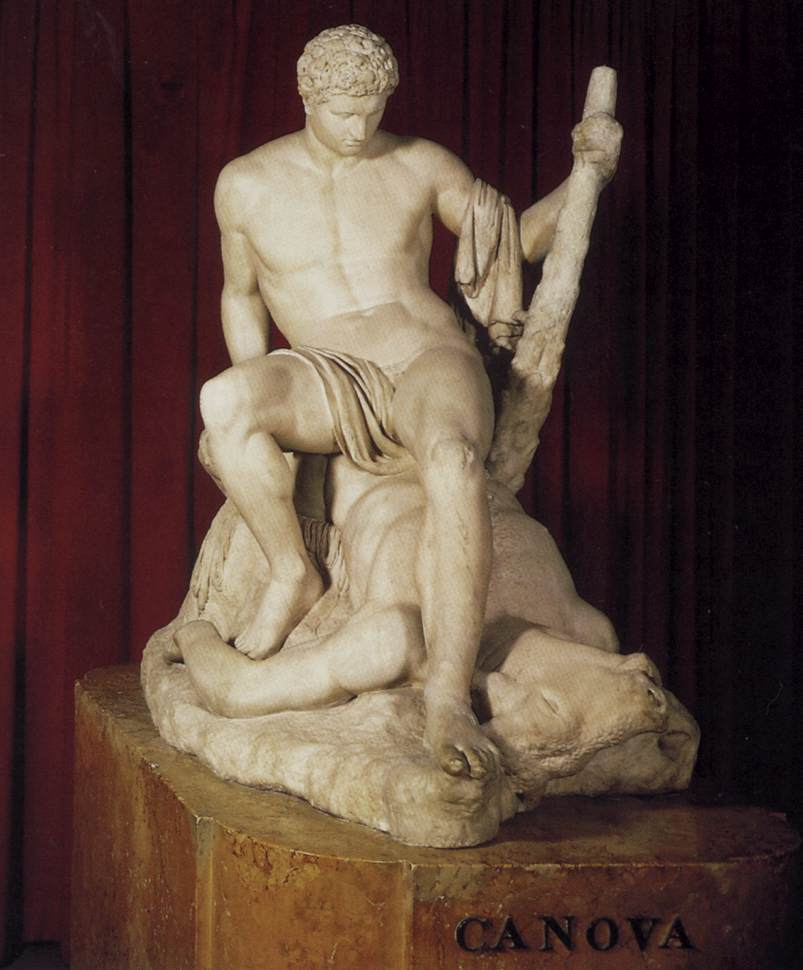
Teseu vencendo o Minotauro, Museu Vitória e Alberto, Londres.

Em Roma Canova pôde aprofundar o estudo das mais importantes relíquias da Antiguidade, completar sua educação literária, aperfeiçoar sua fluência no francês e colocar-se na competição com os melhores mestres da época. O resultado ficou além de suas próprias expectativas. Sua primeira obra produzida em Roma, patrocinada por Zulian, foi Teseu vencendo o Minotauro (1781), que foi recebida com grande entusiasmo, a ponto de ser declarada como o marco inaugural de uma nova era para as artes. Em seguida esculpiu um pequeno Apolo em ato de coroar a si mesmo (1781-82), para o senador Abondio Rezzonico, uma estátua de Psiquê (1793) para Zulian, e passou a contar com o apoio de Giovanni Volpato, que abriu-lhe outras portas, entre elas a do Vaticano. Nesse período estabeleceu uma ligação tumultuada com a filha de Volpato, Domenica.
Sua próxima encomenda, acertada por intermédio de Volpato, foi um monumento fúnebre para o papa Clemente XIV, mas para aceitá-la decidiu pedir permissão ao Senado de Veneza, em consideração à pensão que lhe haviam conseguido. Sendo concedida, fechou sua oficina em Veneza e voltou imediatamente para Roma, onde abriu um novo atelier nas imediações da Via del Babuino, onde os dois anos seguintes foram passados para a conclusão do modelo, e outros dois gastos na realização da obra, que foi finalmente inaugurada em 1787, atraindo o elogio dos maiores críticos da cidade. Durante esse período se engajou paralelamente em projetos menores, alguns baixos-relevos em terracota e uma estátua de Psiquê. Mais cinco anos foram despendidos na elaboração de um cenotáfio para Clemente XIII, entregue em 1792, que levou sua fama a alturas ainda maiores.
Nos anos seguintes, até o encerramento do século, Canova se aplicou com ingente empenho em produzir um significativo conjunto de novas obras, entre elas vários grupos de Eros e Psiquê, em atitudes diferentes, que lhe valeram um convite para que se instalasse na corte russa, mas declarando sua íntima ligação com a Itália, declinou. Outras foram a Despedida de Vênus e Adônis, o grupo Hércules furioso lançando Licas ao mar, uma estátua de Hebe, e uma primeira versão da Madalena penitente. Mas o esforço foi excessivo para sua saúde, e o uso continuado de um apetrecho de escultura chamado trapano, que comprime o peito, provocou o afundamento de seu esterno. Sentindo-se exausto após tantos anos de atividades intensas e ininterruptas, e em vista da ocupação francesa de Roma em 1798, retirou-se para Possagno, onde aplicou-se à pintura, e logo seguiu em uma excursão de recreio pela Alemanha em companhia de seu amigo o príncipe Rezzonico. Também passou pela Áustria, onde recebeu a encomenda de um cenotáfio para a arquiduquesa Maria Cristina, filha de Francisco I, que resultou anos mais tarde em uma obra majestosa, a melhor que produziu nesse gênero. Nessa mesma ocasião foi induzido a enviar para a capital austríaca o grupo de Teseu matando o centauro, que havia sido destinado para Milão, e que foi instalado em um templo em estilo grego construído especialmente para esse fim nos jardins do Palácio de Schönbrunn.

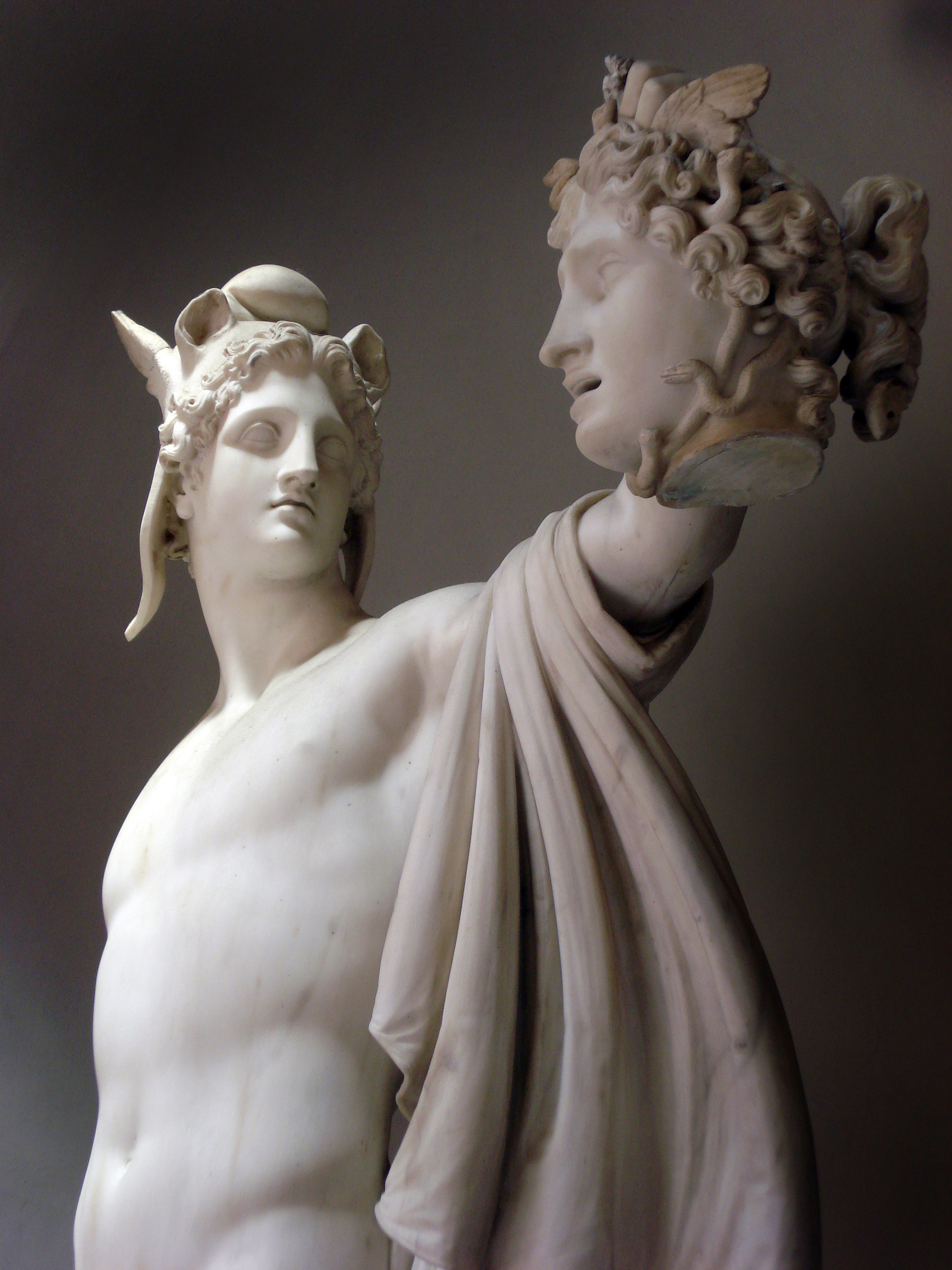
Perseu com a cabeça da Medusa. Museus Vaticanos.

Em sua volta a Roma em 1800, revigorado, produziu em poucos meses uma das suas composições mais aclamadas, o Perseu com a cabeça da Medusa (1800-01), inspirado livremente no Apolo Belvedere e julgado digno de ombrear com ele, e que lhe valeu o título de cavaleiro, concedido pelo papa. Em 1802 foi convidado por Napoleão Bonaparte para visitar Paris e criar uma estátua sua, e segundo o testemunho de seu irmão, que o acompanhara, o escultor e o estadista mantiveram conversações em um nível de grande franqueza e familiaridade. Também encontrou o pintor Jacques-Louis David, o mais importante dos neoclássicos franceses.
Em 10 de agosto de 1802 o papa Pio VII indicou o artista como Inspetor-Geral das Antiguidades e Belas Artes do Vaticano, posto que conservou até sua morte. Além de ser um reconhecimento de sua obra escultórica, a indicação implicava que ele também era considerado um conhecedor, com a capacidade de julgar a qualidade das obras de arte e um interesse em preservar as coleções papais. Entre as atribuições do cargo estavam a responsabilidade pela emissão de autorizações para escavações arqueológicas e a supervisão dos trabalhos de restauro, aquisição e exportação de antiguidades, além da supervisão sobre a instalação e organização de novos museus nos estados papais. Ele inclusive comprou 80 peças antigas com seus próprios recursos e as doou para os Museus Vaticanos. Entre 1805 e 1814 foi quem decidiu sobre a vinda de todos os artistas bolsistas italianos para aperfeiçoamento em Roma. Em 1810 foi indicado para a presidência da Accademia di San Luca, a mais importante instituição artística da Itália em sua época, e permaneceu como um baluarte de estabilidade na esfera cultural romana ao longo do turbulento período da ocupação francesa, sendo confirmado em suas posições por Napoleão. Sua missão administrativa culminou com a incumbência de resgatar, em 1815, o espólio artístico arrebatado da Itália pelo imperador francês, e por seu zelo e esforço conseguiu resolver o difícil trabalho de acomodar interesses internacionais divergentes e recuperar diversos tesouros para sua pátria, entre eles obras de Rafael Sanzio, o Apolo Belvedere, a Vênus de Médici e o Laocoonte. Canova tinha a seu favor sua grande fama, mas a missão não teria tido sucesso sem a hábil negociação diplomática conduzida pelo seu irmão Giovanni Battista Sartori, nomeado pelo papa orador oficial da embaixada e representante do povo romano.
No outono deste ano pôde realizar o sonho há muito acalentado de viajar a Londres, onde foi recebido com grande consideração. Sua viagem tinha dois propósitos primários: agradecer a ajuda que o governo britânico lhe dera na recuperação do acervo italiano confiscado, e conhecer os Mármores de Elgin, um grande conjunto de peças removidas do Partenon de Atenas, criadas por Fídias e seus assistentes, conhecimento que para ele foi uma revelação, contribuindo para confirmar sua impressão de que a arte grega era superior pela qualidade de seu acabamento e pela sua atenção à natureza. Ele também foi solicitado a dar seu parecer de perito sobre a importância do conjunto, que estava sendo posto à venda por Lord Elgin para a Coroa, e expressou-se nos termos mais elogiosos, mas recusou-se a restaurá-las, conforme foi convidado a fazê-lo, considerando que deviam permanecer como testemunhos autênticos da grande arte grega. Voltando a Roma em 1816 com as obras devolvidas pela França, foi recebido em triunfo e recebeu do papa uma pensão de 3 mil escudos, tendo seu nome inscrito no Livro de Ouro do Capitólio com o título de Marquês de Ischia. Com a acumulação dos benefícios recebidos e da renda obtida com a venda de suas obras, a esta altura Canova havia se tornado um dos cem homens mais ricos de Roma. Sempre ocupado com seus projetos artísticos, deixava toda a administração de seus bens para seu irmão Sartori, que cuidada ainda da sua correspondência, dos contratos comerciais e da divulgação das esculturas através de reproduções em gravura.

### Anos finais

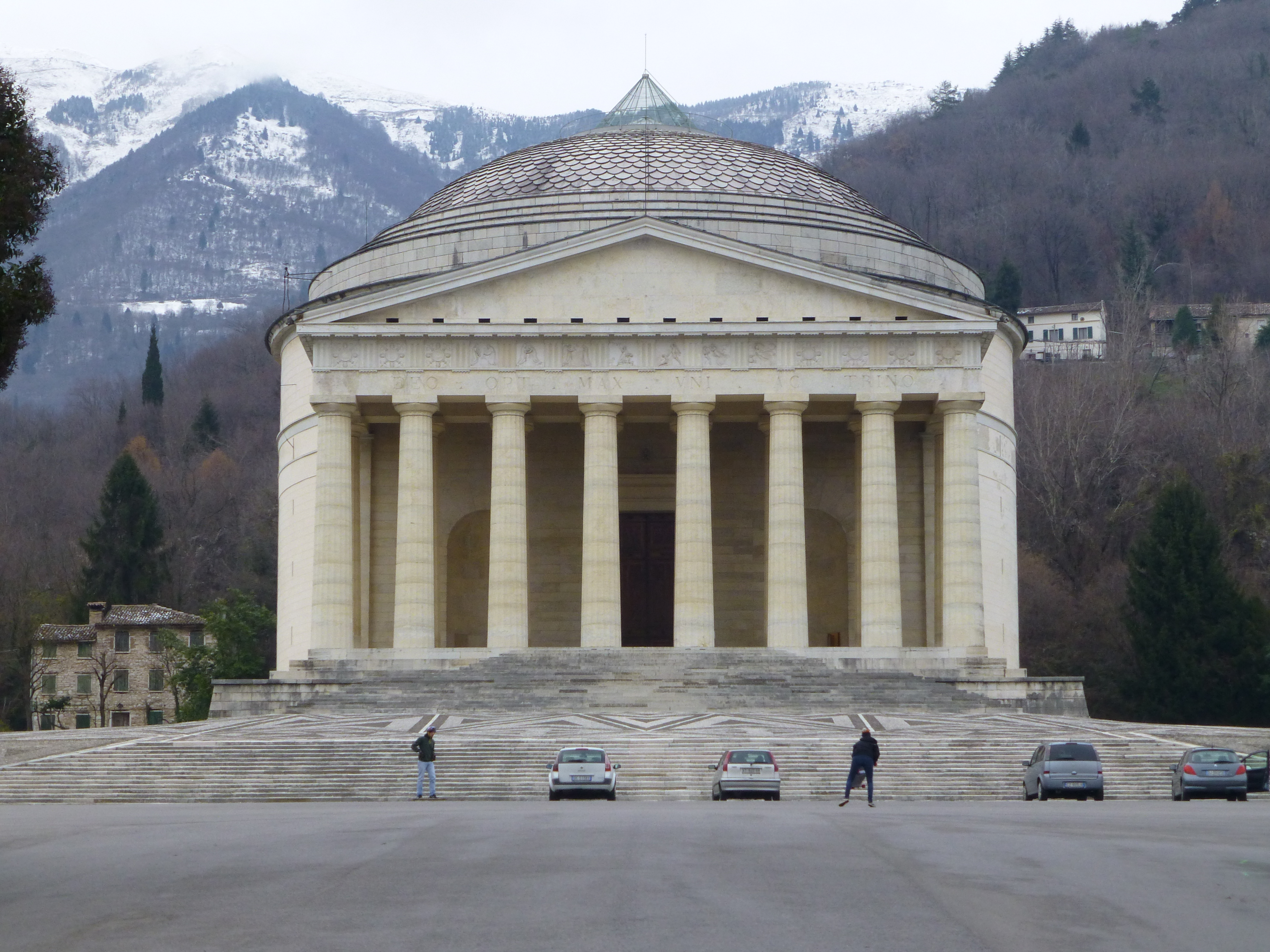
O Templo Canoviano.

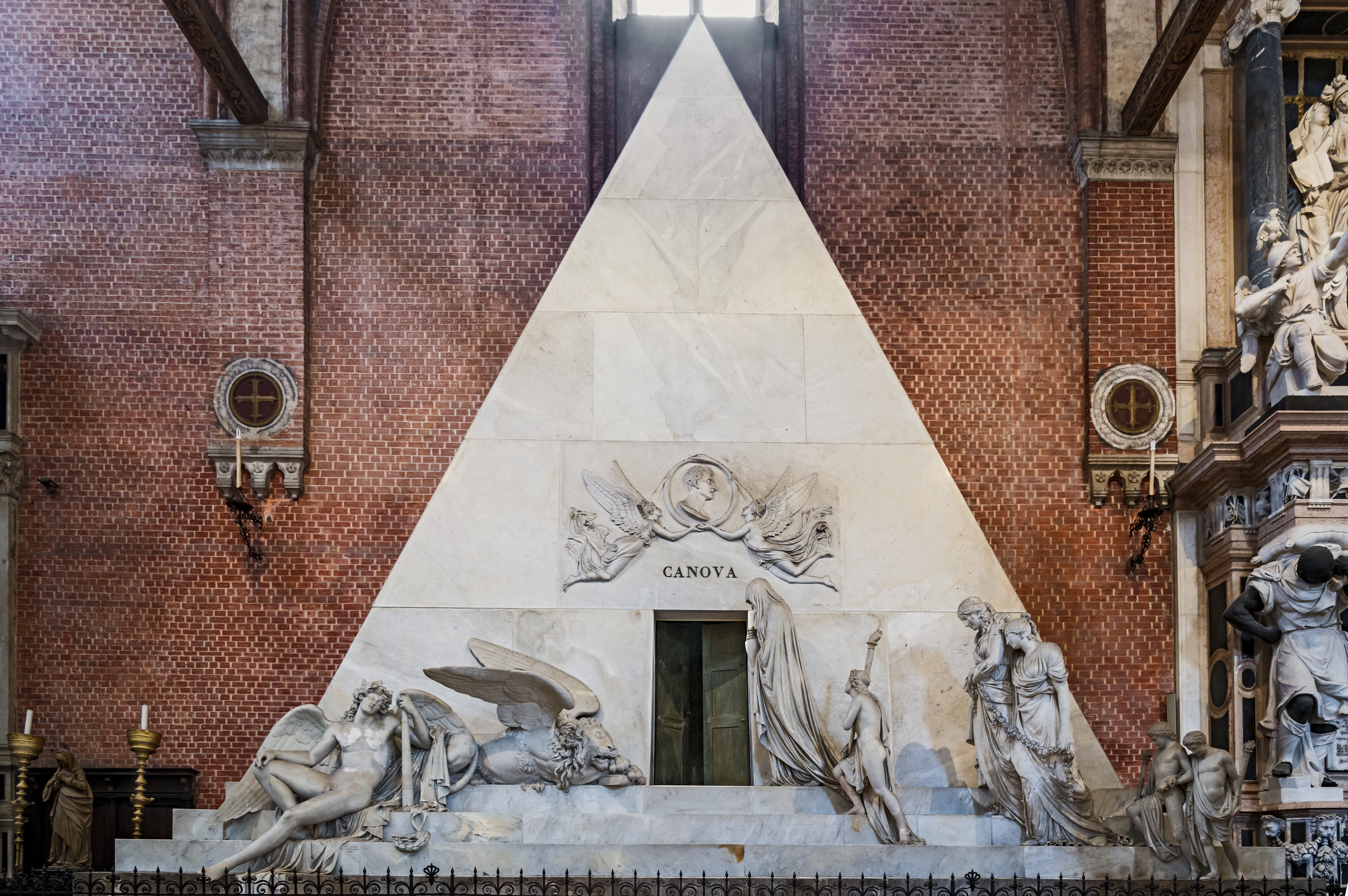
O cenotáfio de Canova em Veneza.

Então Canova começou a elaborar o projeto para uma outra estátua, monumental, representando a Religião. Não por servilismo, uma vez que era um devoto ardente, mas sua ideia de instalá-la em Roma acabou frustrado mesmo sendo financiado por ele mesmo e estando pronto o modelo em seu tamanho definitivo, que entretanto acabou sendo executado em mármore em tamanho muito reduzido por ordem Lord Brownlow e levado para Londres. Mesmo assim ele decidiu erguer um templo em sua vila natal, hoje conhecido como Templo Canoviano, que conteria aquela escultura conforme seu plano original e outras peças de sua autoria, e nele deveriam, no tempo, repousar seus despojos. Em 1819 foi lançada a pedra fundamental, e em seguida Canova retornou a Roma, mas a cada outono voltava às obras para acompanhar o seu progresso e instruir os empregados, encorajando-os com recompensas financeiras e medalhas. Mas o empreendimento se revelou excessivamente custoso, e o artista teve de voltar ao trabalho com renovado empenho a despeito de sua idade e doenças. Desta fase são algumas de suas peças mais significativas, como o grupo de Marte e Vênus para a Coroa Inglesa, uma estátua colossal de Pio VI, uma Pietà (somente o modelo), outra versão da Madalena penitente. Sua última obra acabada foi um enorme busto de seu amigo o conde Cicognara.
Em maio de 1822 visitou Nápoles para superintender a construção do modelo para uma estátua equestre do Rei Fernando IV de Nápoles, mas o trajeto cobrou caro de sua saúde. Voltando a Roma, recuperou-se, mas em sua visita anual a Possagno já chegou lá doente, e recusando o repouso seu estado piorou. Então foi levado a Veneza, onde faleceu lúcido e serenamente. Suas últimas palavras foram "Anima bella e pura" (alma bela e pura), que pronunciou várias vezes antes de expirar. Testemunhos de amigos presentes em seu transpasse dizem que seu semblante foi adquirindo uma crescente radiância e expressividade, como se estivesse absorvido em uma contemplação extática. A autópsia realizada em seguida revelou uma obstrução do intestino por uma necrose na altura do piloro. Seu funeral, realizado em 25 de outubro de 1822, foi cercado das mais altas honras, entre a comoção de toda a cidade, e os acadêmicos disputaram para carregar seu caixão. Seu corpo foi em seguida sepultado em Possagno e seu coração foi depositado em uma urna de pórfiro mantida na Academia de Veneza. Sua morte gerou luto em toda a Itália, e as homenagens fúnebres ordenadas pelo papa em Roma foram assistidas por representantes de várias casas reais da Europa. No ano seguinte começou a ser erguido um cenotáfio para ele em Veneza, a partir de um modelo que havia sido criado pelo próprio Canova em 1792 por encomenda de Zulian, originalmente para celebrar o pintor Ticiano, mas que não havia sido realizado. Hoje o monumento pode ser visitado na Basílica de Santa Maria Gloriosa dei Frari.

### Hábitos privados
Segundo a Memória Biográfica sobre o artista deixada pelo seu amigo íntimo o Conde Cicognara, Canova manteve ao longo de toda sua vida hábitos frugais e uma rotina regular. Acordava cedo e imediatamente começava a trabalhar. Após o almoço costumava retirar-se para um breve repouso. Teve uma doença crônica de estômago que permanece não identificada, que causava dores severas em ataques que se sucederam ao longo de toda sua vida. Parece ter nutrido uma fé religiosa profunda e sincera. Não manteve uma vida social especialmente brilhante, embora fosse constantemente solicitado para frequentar os círculos de personalidades ilustres que o admiravam, mas era comum que recebesse amigos em sua própria casa após sua jornada de trabalho, à noite, quando se revelava um anfitrião de modos finos, inteligente, afável e caloroso. Segundo suas próprias palavras, suas esculturas eram a única prova de sua existência civil. Parece que em duas ocasiões esteve perto de contrair matrimônio, mas permaneceu solteiro por toda a vida. Seu grupo de amigos, porém, era grande e a eles dedicava um afeto intenso e elevado. Não manteve discípulos regulares, mas se notava talento superior em algum artista iniciante não poupava bons conselhos e encorajamento. Muitas vezes apoiou financeiramente jovens promissores e buscou-lhes encomendas. Mesmo sempre às voltas com muito trabalho, não hesitava em abandonar seu atelier assim que fosse chamado por outro artista para dar sua opinião sobre assuntos de arte ou oferecer conselhos técnicos.

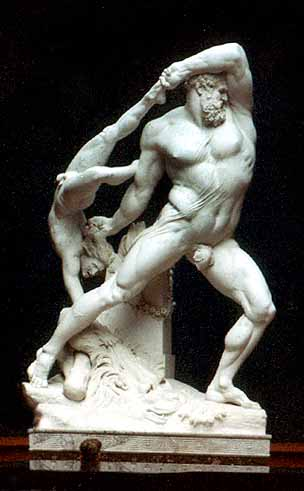
Hércules e Licas, Galeria Nacional de Arte Moderna e Contemporânea, Roma.

Alimentou um perene entusiasmo pelo estudo da arte antiga e pela arqueologia. Gostava da literatura clássica e fazia frequentes leituras, mas de hábito alguém lia para ele enquanto trabalhava. Considerava a leitura de bons autores um recurso indispensável para aperfeiçoamento pessoal e de sua arte. Não foi um escritor, mas manteve profusa correspondência com amigos e intelectuais, onde se evidencia um estilo de escrita claro, simples e vívido, que foi-se refinando ao longo dos anos sem perder sua força e espontaneidade. Uma de suas cartas de 1812 atesta que chegou a pensar em publicar algo sobre sua arte em seus princípios gerais, mas não o concretizou. Contudo, em segredo muitas de suas observações e ideias foram registradas por seu círculo de associados e tornadas públicas mais tarde. Parecia ser imune à inveja, à crítica e à bajulação, e nunca se afligiu com o sucesso alheio; ao contrário, não economizava elogios quando percebia grandeza na obra de seus colegas de ofício, e manifestava gratidão por conselhos ou reparos que julgava justos e apropriados. Quando uma crítica contundente apareceu publicada em um jornal de Nápoles, dissuadiu seus amigos que queriam prover uma réplica, dizendo que seu trabalho se encarregaria de dar a resposta adequada.
As relações de Canova com a política de seu tempo são exemplificadas nas obras que criou para a Casa da Áustria e a Casa de Bonaparte, onde os desejos de legitimação e glorificação dos governantes entraram em conflito com a postura politicamente neutra que o escultor desejava manter. Teve obras recusadas ou severamente criticadas por ambas por não se enquadrarem naqueles desejos, como o grupo de Hércules furioso que lança Licas ao mar (1795), rejeitado pelo imperador austríaco, e o mesmo acontecendo com o retrato alegórico que fez para Napoleão como Marte pacificador. Sua opinião a respeito de Napoleão tem sido descrita como ambígua, sendo ao mesmo tempo um admirador, aceitando da sua família várias encomendas, e um crítico, especialmente pela sua invasão da Itália e o confisco de um grande acervo de obras de arte italianas.
Apreciava o sucesso de suas obras e era vivamente grato por isso, mas nunca evidenciou que um desejo de glória pessoal fosse seu objetivo primário, apesar de ter sido um dos artistas de seu tempo mais expostos aos perigos da celebridade, pois recebeu diversas condecorações e a proteção de muitos nobres importantes, foi ele mesmo nobilitado em vários Estados da Europa, incumbido de altos cargos públicos e incluído como membro em muitas academias de arte mesmo sem jamais tê-lo solicitado. Gastou boa parte da fortuna que veio a acumular em obras de caridade, no fomento de associações de classe e no apoio aos jovens artistas. Em várias ocasiões adquiriu com recursos próprios obras de arte para museus públicos e coleções de livros para bibliotecas, não raro fazendo suas doações anonimamente. Também em vários momentos precisou ser alertado para não dissipar seus rendimentos com os problemas alheios.
Seu permanente fascínio pela antiguidade clássica fez com que ele acumulasse uma significativa coleção de peças arqueológicas de mármore e terracota. Sua coleção de placas de terracota da Campânia era especialmente interessante, embora nunca citada nas suas primeiras biografias. As peças eram em sua maioria fragmentárias, mas muitas estavam íntegras e eram de alta qualidade, e as tipologias que ele preferiu reunir evidenciam que ele estava à frente das tendências museológicas e colecionistas de seu tempo. O seu interesse pelo material estava ligado ao uso da argila para criar os modelos de suas obras em mármore, e ele a preferia antes do que o gesso por ser mais fácil de trabalhar, empregando-a também para a elaboração dos relevos que ele chamava "de recreação privada", onde representava cenas que encontrava em suas leituras de Homero, Virgílio e Platão.

## Obra
A produção completa de Canova é extensa e não pode ser abordada em detalhe aqui. De escultura de grande porte deixou mais de 50 bustos, 40 estátuas e mais de uma dúzia de grupos, sem falar nos monumentos fúnebres e nos inúmeros modelos em argila e gesso para obras definitivas que ainda sobrevivem, alguns dos quais nunca transferidos para o mármore, sendo assim peças únicas, e nas obras menores como as placas e medalhões em relevo, as pinturas e os desenhos, mas cabe uma breve descrição das origens de seu estilo pessoal, de suas ideias estéticas e de algumas de suas esculturas mais célebres.

### O pano de fundo da cultura neoclássica
O Neoclassicismo foi uma corrente filosófica e estética de larga difusão que se desenvolveu entre meados do século XVIII e meados do século XIX na Europa e nas Américas. Reagindo contra a frivolidade e decorativismo do Rococó, a corrente neoclássica inspirou-se na tradição do Classicismo greco-romano, adotando princípios de ordem, clareza, austeridade, racionalidade e equilíbrio, com um propósito moralizante. Esta mudança floresceu amparada em duas vertentes principais: por um lado os ideais do Iluminismo, que tinham base no racionalismo, combatiam as superstições e dogmas religiosos, e buscavam o aperfeiçoamento pessoal e o progresso social através de meios éticos, e por outro, um crescente interesse científico pela Antiguidade clássica que surgiu entre a comunidade acadêmica ao longo do século XVIII, estimulando escavações arqueológicas, a formação de importantes coleções públicas e privadas e a publicação de estudos eruditos sobre a arte e cultura antigas. A publicação de vários relatos detalhados e ilustrados de expedições por vários arqueólogos, e especialmente o tratado de Bernard de Montfaucon, L'Antiquité expliquée et representée en figures (10 volumes, Paris, 1719-24), fartamente ilustrado e com textos paralelos em línguas modernas e não apenas no latim como era o costume acadêmico, e o do Conde de Caylus, Recueil d'antiquités (7 volumes, Paris, 1752-67), o primeiro a tentar agrupar as obras segundo critérios de estilo e não de gênero, abordando também as antiguidades celtas, egípcias e etruscas, contribuíram significativamente para a educação do público e um alargamento de sua visão do passado, estimulando uma nova paixão por tudo o que fosse antigo.

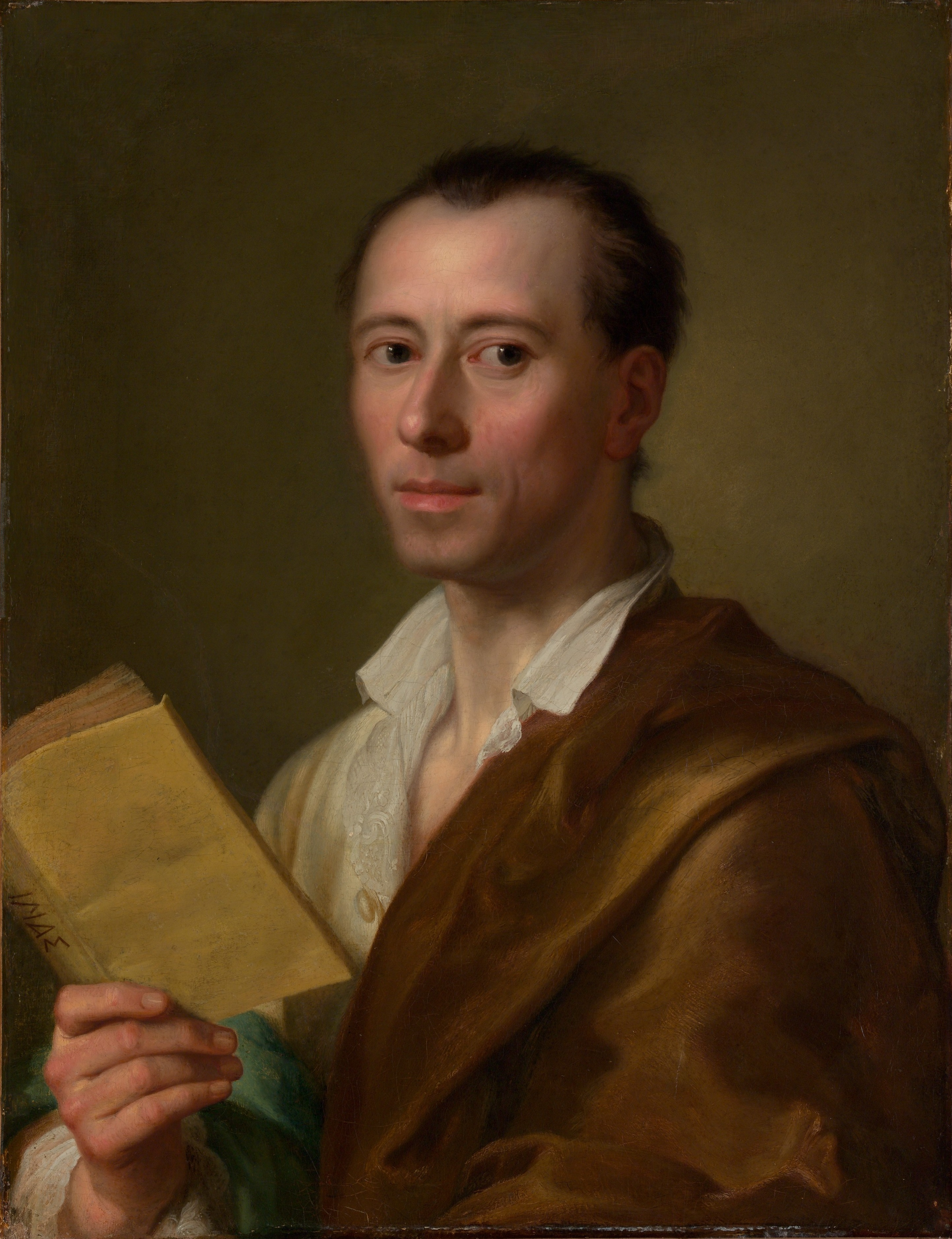
Anton Raphael Mengs: Retrato de Johann Joachim Winckelmann, depois de 1755.

Apesar de a arte clássica ser apreciada desde o Renascimento, o era de forma relativamente circunstancial e empírica, mas agora o apreço se construía sobre bases mais científicas, sistemáticas e racionais. Com essas descobertas e estudos começou a ser possível formar pela primeira vez uma cronologia da cultura e da arte dos gregos e romanos, distinguindo o que era próprio de uns e de outros, e fazendo nascer um interesse pela tradição puramente grega que havia, na época, sido ofuscada pela herança romana, ainda mais porque na época a Grécia estava sob domínio turco e por isso, na prática, era inacessível para os estudiosos e os turistas do Ocidente cristão. Johann Joachim Winckelmann, o principal teórico do Neoclassicismo, com grande ascendência especialmente entre os intelectuais italianos e alemães, incluindo Goethe, e que fazia parte do círculo de Canova, enalteceu ainda mais a escultura grega, e vendo nela uma "nobre simplicidade e tranquila grandeza", apelou a todos os artistas para que a imitassem, restaurando uma arte idealista que fosse despida de toda transitoriedade, aproximando-se do caráter do arquétipo. Seus escritos tiveram grande repercussão, fortalecendo a tendência de se usar a história, literatura e mitologia antigas como fonte principal de inspiração para os artistas. Ao mesmo tempo estavam sendo reavaliadas outras culturas e estilos antigos como o gótico e as tradições folclóricas europeias do norte, fazendo com que os princípios neoclássicos em boa parte fossem compartilhados com o Romantismo, num cruzamento de influências mutuamente fertilizantes. O movimento teve também conotações políticas, já que a origem da inspiração neoclássica era a cultura grega e sua democracia, e a romana com sua república, com os valores associados de honra, dever, heroísmo e patriotismo. Entretanto, desde logo o Neoclassicismo se tornou também um estilo cortesão, e em virtude de suas associações com o glorioso passado clássico, foi usado pelos monarcas e príncipes como veículo de propaganda para suas personalidades e feitos, ou para prover de belezas seus palácios num simples decorativismo, desvirtuando em parte seus propósitos moralizantes. O Neoclassicismo foi adotado também, logicamente, pelas academias oficiais de formação de artistas, consolidando o sistema acadêmico de ensino, ou Academismo, um conjunto de preceitos técnicos e educativos que se apoiavam nos princípios éticos e estéticos da Antiguidade clássica e que logo se tornou a denominação para o estilo da sua produção, confundindo-se em larga medida com o puro Neoclassicismo.

### A formação de seu estilo pessoal

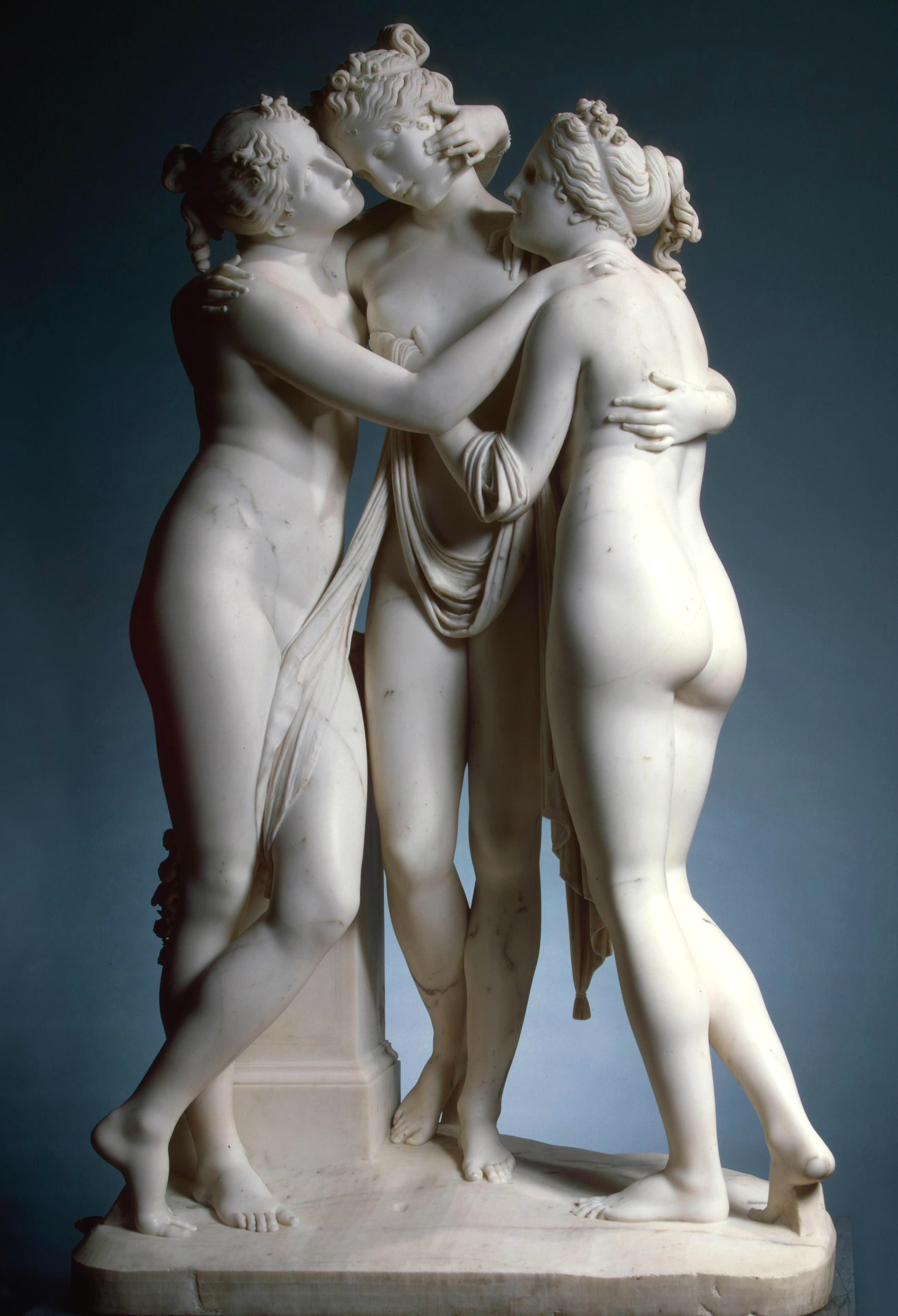
As três Graças. Museu Hermitage, Moscou.

Surgindo nesse ambiente, e ilustrando com perfeição aqueles princípios, a arte de Canova pode ser considerada, no entender de Armando Balduino, a própria súmula da grecomania neoclássica, interpretada de acordo com a visão de Winckelmann, afortunadamente evitando os desvirtuamentos puramente decorativistas, imitativos, mecanicamente acadêmicos ou propagandísticos de que padeceram outros artistas neoclássicos. Mas Canova desenvolveu lentamente seu entendimento da arte antiga, onde foi auxiliado pelos eruditos Gavin Hamilton e Quatremère de Quincy, que contribuíram para que ele deixasse a prática da cópia para elaborar a sua interpretação original dos clássicos, embora desde cedo ele tivesse mostrado uma inclinação definida para evitar a mera reprodução dos modelos consagrados, e ainda que venerasse profundamente os mestres antigos como Fídias e Policleto. Para ele o estudo direto da natureza era fundamental e a originalidade era importante porque era o único meio de criar a verdadeira "beleza natural" que ele encontrava por exemplo na escultura do Classicismo grego, cujo cânone se tornou sua referência mais poderosa. Ao mesmo tempo seu amplo conhecimento da iconografia clássica possibilitava que ele retirasse dela os elementos necessários para a criação de uma peça que remetia à Antiguidade mas era revestida de novos significados.
A sensualidade contida e sublimada e o charme de suas figuras femininas foram sempre motivo de admiração, e chegou a ser chamado de o escultor de Vênus e das Graças, o que é justo apenas em parte, diante da força e virilidade da sua produção heroica e monumental. Segundo a visão de Giulio Argan, para Canova
"a forma não é a representação física (isto é, a projeção ou o 'duplo') da coisa, mas é a própria coisa sublimada, transposta do plano da experiência sensorial para o do pensamento. Por isso pode-se dizer que Canova realizou na arte a mesma passagem do sensualismo ao idealismo que Kant realizou na filosofia, ou na literatura, Goethe, e na música, Beethoven".
Mesmo que parte da crítica moderna veja a obra canoviana como idealista e racional, e os teóricos do Neoclassicismo enfatizassem reiteradas vezes esse aspecto, os relatos de época atestam que isso nem sempre foi verdade, pois um ardor passional tipicamente romântico também parece ter sido um elemento constituinte de sua escola, como o identificou mais tarde Stendhal. Canova disse certa vez que "nossos grandes artistas (do passado) eram maravilhosos na parte do afeto; com o passar dos anos se adquiriu uma ênfase no lado da razão, mas com isso já não entendiam o coração". Suas esculturas não raro foram objeto de um desejo obviamente profano. Houve quem beijasse a sua Venus italica, e o toque parecia igualmente necessário para uma completa apreciação de uma escultura naquele tempo. O polimento esmerado de suas composições acentuava a sensualidade do objeto e a tactilidade implícita na contemplação de uma obra tridimensional, e o próprio Canova perdeu-se de admiração diante dos mármores gregos que viu em Londres, e passou um longo tempo acariciando-os, dizendo que eram "verdadeira carne", conforme relatou Quatremère de Quincy. Mas em outro momento declarou que com suas obras não desejava "enganar o observador; sabemos que elas são mármore - mudo e imóvel - e se elas fossem tomadas como realidade, já não seriam admiradas como obras de arte. Desejo apenas estimular a fantasia, e não enganar o olho". Ele também apreciava a arte barroca de Rubens e Rembrandt, e após seu primeiro contato com ela na viagem que fez à Alemanha, escreveu dizendo que "as obras mais sublimes… possuem em si a vida e a capacidade de fazer-nos chorar, alegrar e comover, e esta é a verdadeira beleza".

### Métodos de trabalho

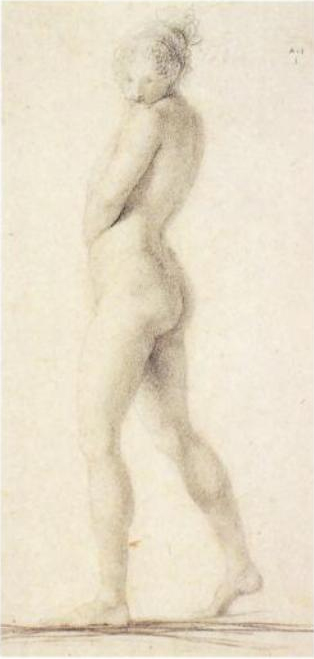
Estudo de figura feminina, carvão e grafite, c. 1790.

Fica claro a partir dos relatos de seus contemporâneos que Canova era um trabalhador incansável, e salvo breves intervalos passava todo o período iluminado do dia envolvido com suas obras. Em sua juventude manteve por longos anos o hábito de não se deitar sem antes ter delineado pelo menos um novo projeto, mesmo quando por vezes suas obrigações sociais e outros afazeres consumiam muito de seu tempo, e essa diligência constante explica como pôde deixar obra tão prolífica.
Para suas composições Canova primeiro lançava sua ideia sobre o papel, e depois criava pessoalmente um protótipo experimental em argila ou cera, de pequenas dimensões, a partir do qual podia corrigir a ideia primitiva. Depois fazia um modelo em gesso ou em argila, no tamanho exato que a obra definitiva deveria ter, e com o mesmo grau de exatidão no que diz respeito aos detalhes. Para transferi-la para o mármore contava com o auxílio de um grupo de assistentes, que desbastavam o bloco de pedra aproximando-o das formas definitivas através de um sistema de marcação de pontos cuidadosamente medidos no original. Então o mestre assumia novamente o trabalho até sua completude. Esse método possibilitava que ele se envolvesse com várias esculturas de porte ao mesmo tempo, deixando o grosso do trabalho inicial para seus assistentes e se encarregando apenas da talha dos contornos e detalhes definitivos da composição, dando-lhe também pessoalmente o polimento final sutil e refinado, que emprestava às obras não um brilho excessivamente vítreo e lustroso, mas um aspecto aveludado, que era motivo de muito elogio e onde sua técnica magistral ficava por fim plenamente manifesta. Entretanto, só pôde dispor desse corpo de assistentes quando já consolidara fama e dispunha de recursos, e muitas de suas primeiras obras foram executadas integralmente por ele.

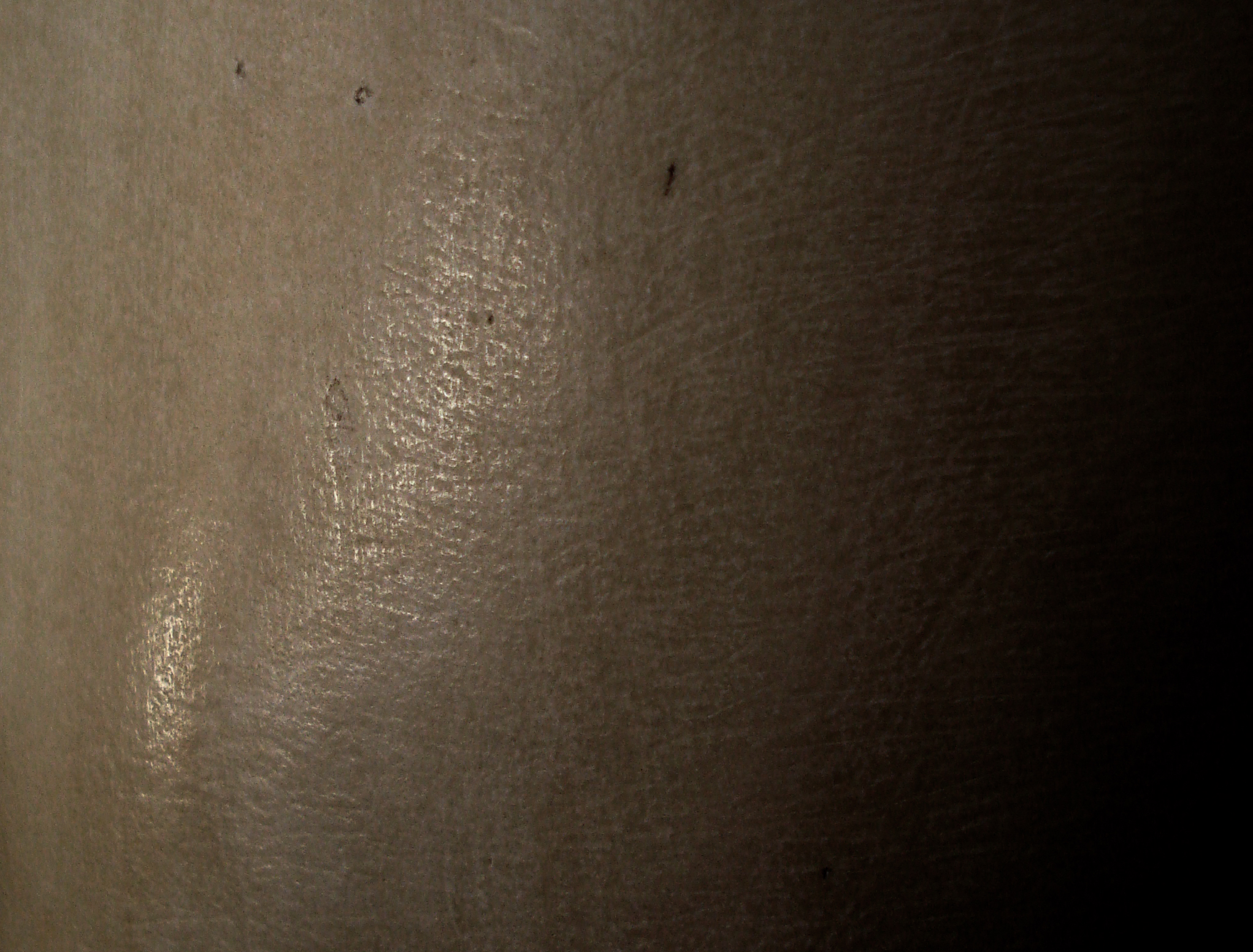
Detalhe da coxa da escultura de Damoxeno, mostrando o acabamento texturado da superfície. O contraste foi muito acentuado para melhor visualização.

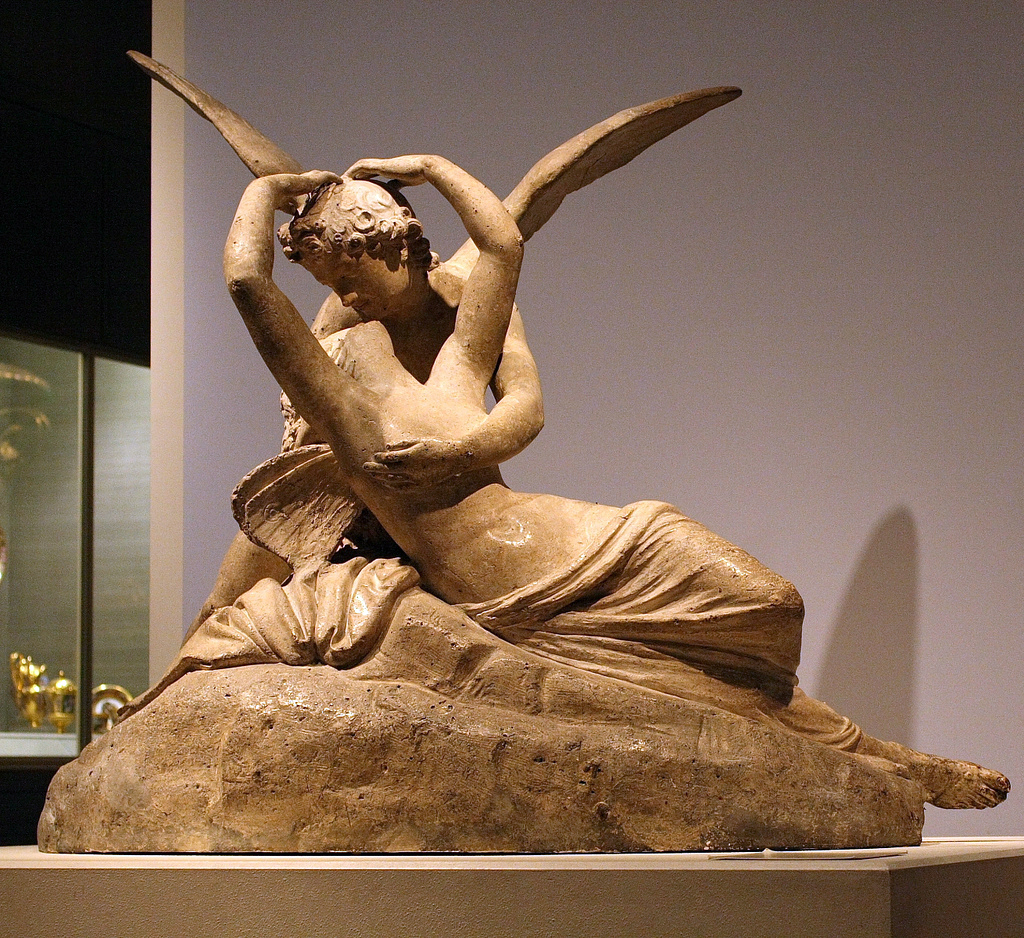
Modelo em gesso patinado do grupo de Psiquê revivida pelo beijo de Eros, Museu Metropolitano de Arte, Nova Iorque.

O acabamento pessoal das esculturas em seu polimento fino e em seus detalhes mais diminutos, "até a unha", como dizia, uma prática absolutamente incomum em sua época, quando na maior parte das vezes os escultores faziam apenas o modelo e deixavam toda a execução na pedra para seus assistentes, era parte integral do efeito que Canova procurava obter, o que foi explicitado pelo autor mais de uma vez e reconhecido por todos os seus admiradores. Para Cicognara esse acabamento era um dos principais atestados da superioridade do artista em relação aos seus contemporâneos, e seu secretário Melchior Missirini escreveu dizendo que sua maior qualidade era a capacidade "de amolecer a matéria, de dar-lhe maciez, doçura e transparência e finalmente aquela clareza que engana o gelado do mármore e sua seriedade sem qualquer perda para a real solidez da estátua". Em outra parte o mesmo cronista disse:
"Uma vez que, terminada uma obra ele continuava no entanto a acariciá-la, perguntei por que não a deixava e ele respondeu: 'Não há nada mais precioso para mim do que o tempo e todos sabem como o economizo; não obstante, quando estou terminando um trabalho e quando ele já foi terminado, gostaria de retomá-lo sempre, também depois, se me fosse possível, pois a fama não está nas muitas coisas, mas nas poucas bem feitas; procuro encontrar na minha matéria um não-sei-quê de espiritual que lhe sirva de alma, a pura imitação da forma torna-se para mim morta; é necessário que eu a ajude com o intelecto e torne nobres essas formas com a inspiração, pois gostaria simplesmente que tivessem uma aparência de vida' ".
No tempo em que Canova viveu foi descoberto que os gregos costumavam invariavelmente colorir suas estátuas, e ele fez algumas experiências nesse sentido, mas a reação negativa do seu público impediu que prosseguisse, pois a brancura do mármore estava fortemente associada com a pureza idealista apreciada pelos neoclássicos. Alguns de seus patronos fizeram inclusive recomendações expressas para que ele não interferisse na cor do material. Ele também costumava, após o polimento final, banhar as estátuas com acqua di rota, a água onde eram lavados os instrumentos de trabalho.

### Grupos temáticos
Canova cultivou uma ampla gama de temas e motivos, que juntos formam um panorama quase completo das principais emoções e princípios morais positivos do ser humano, passando pelo frescor e inocência da juventude, tipificadas nas figuras das Graças e das Dançarinas, pelos arroubos passionais do amor trágico, bem exemplificado no grupo de Orfeu e Eurídice, pelo amor ideal, simbolizado no mito de Eros e Psique, retratado diversas vezes, pelo amor místico e devocional das Madalenas penitentes, pelas patéticas meditações sobre a morte em suas tumbas e epitáfios, pelas representações do heroísmo, da força e da violência de seu Teseu e do Hércules, tratando-os de uma forma inovadora em muitas vezes desafiadora dos cânones prevalentes em sua geração. Também realizou muitos retratos e retratos alegóricos, mas eximiu-se da representação dos vícios, da pobreza e da feiura; jamais foi um escultor realista ou interessado em retratar os problemas sociais de seu tempo, embora sua atividade benemerente ateste que não era insensível às atribulações do povo, mas em sua obra artística preferiu temas em que pudesse exercitar seu constante idealismo e sua ligação com a Antiguidade clássica.

#### Figuras femininas

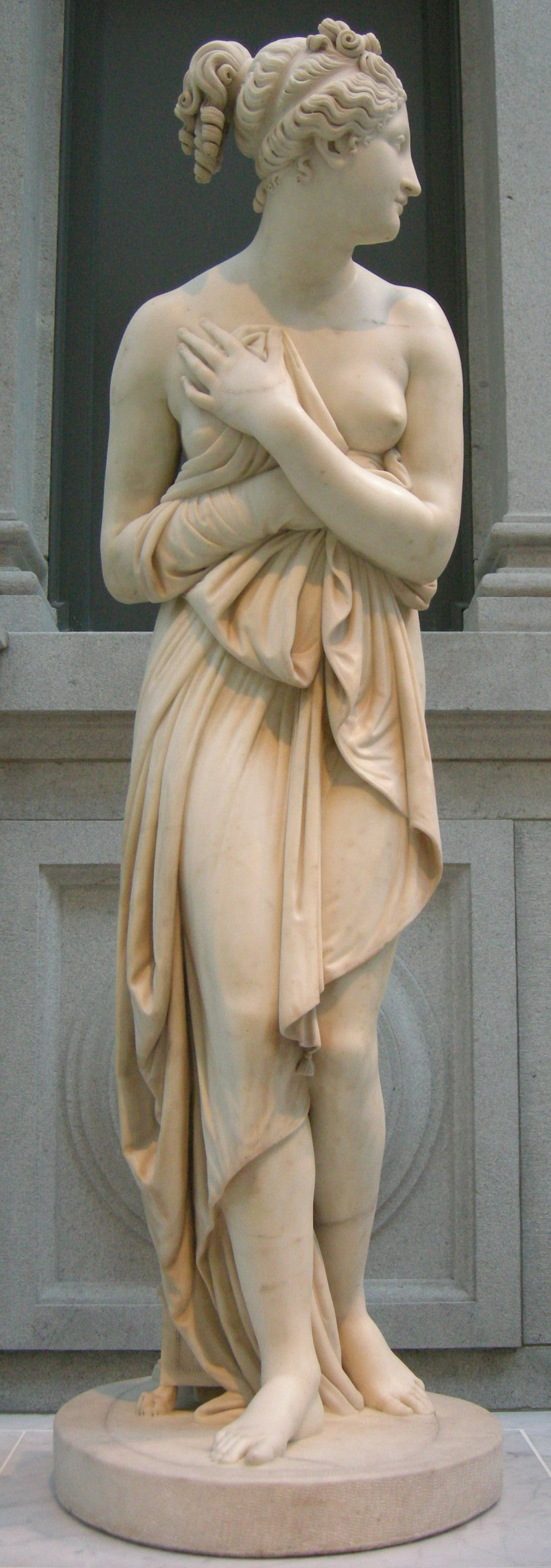
Venus italica, 1822-23. Metropolitan Museum of Art, Nova Iorque.

O tema da figura feminina foi trabalhado dúzias de vezes por Canova, tanto em figuras isoladas como em grupos e baixos-relevos, mas o grupo que reúne As três Graças criado para a imperatriz francesa Josefina epitomiza suas ideias sobre a feminilidade e sua virtuosidade no tratamento do corpo feminino em movimento, sendo uma de suas criações mais famosas e que refuta uma opinião corrente de que abordou o feminino com distanciamento e frieza. Para Judith Carmel-Arthur esse grupo é tudo menos impessoal, e mostra sua habilidade e originalidade ao criar um conjunto que entrelaça os corpos com enorme fluência e delicadeza, conseguindo um resultado muito bem sucedido de harmonia baseada no contraponto das formas, na exploração dos efeitos sutis de luz e sombra e dos contrastes entre cheios e vazios, e na expressão de uma sensualidade sublimada. É interessante transcrever um relato sobre a profunda impressão que causou em seu amigo, o poeta Ugo Foscolo, a Venus italica que criara para substituir a Vênus Medici que havia sido confiscada pelos franceses em 1802, e que ilustra a sintonia de Canova com o conceito de mulher ideal em seu tempo:
"Então eu visitei, e revisitei, e me apaixonei, e beijei - mas que ninguém o saiba! - e por uma vez acariciei, esta Vênus nova… embelezada com todas as graças que transpiram um não-sei-quê de terreno, mas que comovem mais facilmente o coração, transformado como ela em argila… Quando vi esta divindade de Canova, logo me sentei ao seu lado, com certo respeito, mas encontrando-me um momento a sós junto dela, suspirei com mil desejos, e com mil recordações na alma; em suma, se a Vênus Medici é uma deusa belíssima, esta que olho e olho novamente é uma belíssima mulher; aquela me faz esperar o Paraíso fora deste mundo, mas esta me acena com o Paraíso aqui mesmo neste vale de lágrimas".
A Venus italica fez um sucesso imediato, e continuou a ser apreciada mesmo quando a Venus Medici retornou à Itália; na verdade se tornou tão popular que Canova esculpiu pessoalmente duas outras versões e cópias em ponto menor foram feitas às centenas para os turistas que visitavam Roma, e é uma das estátuas mais reproduzidas de todos os tempos.

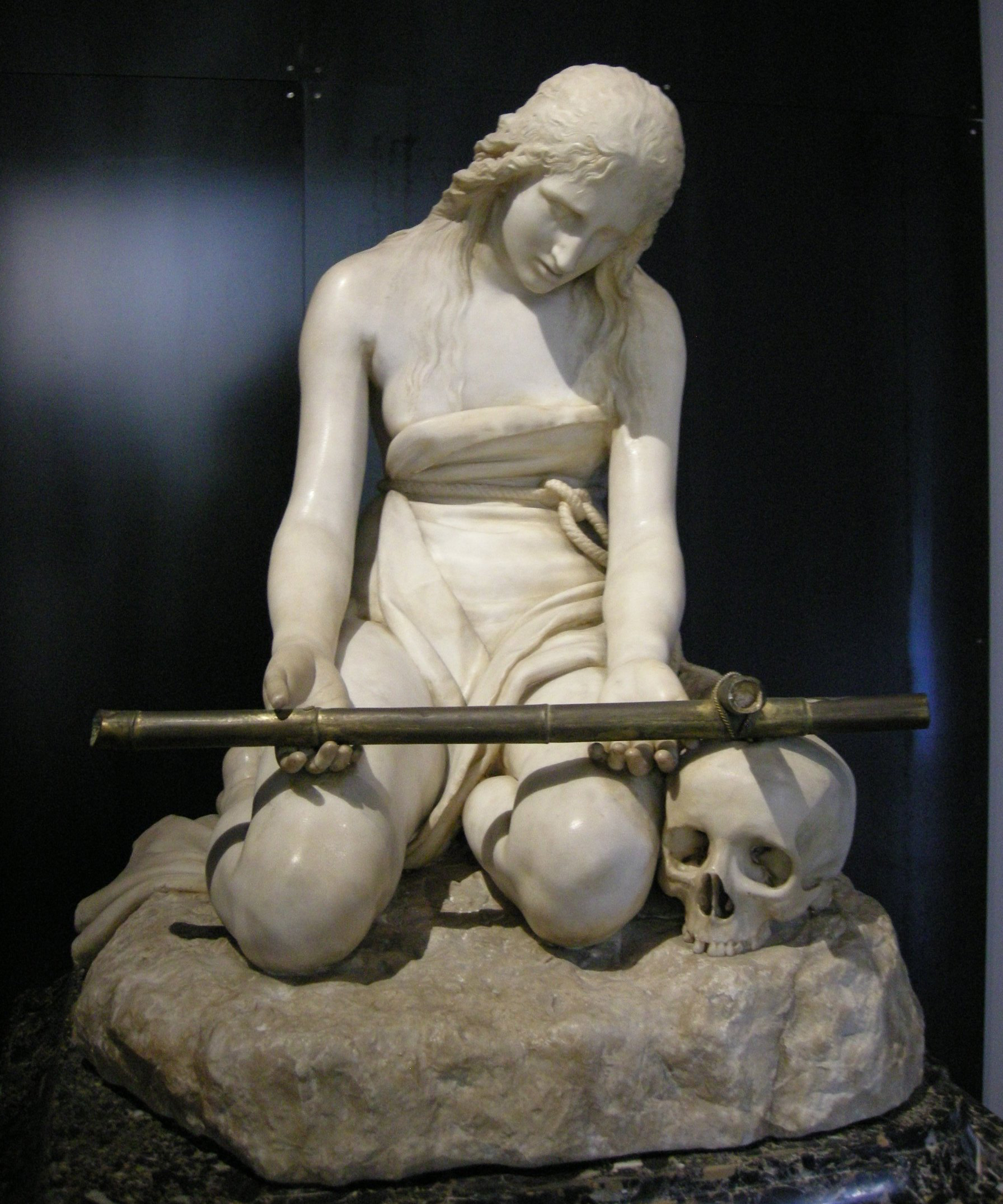
Madalena penitente, versão do Palazzo Doria Tursi, Gênova.

Também é digna de nota a Madalena penitente (1794-96), existente em duas versões principais e muitas outras cópias, que foi aclamada enfaticamente por Quatremère de Quincy por ser uma representação tocante do arrependimento cristão, mas não deixou de suscitar certa controvérsia no Salão de Paris, onde foi apresentada em 1808 junto com outras obras de Canova. George Sand escreveu ironicamente, anos mais tarde, se perguntando se o remorso advinha de a antiga prostituta tornada santa ter vivido como viveu, ou se ela se arrependia de já não viver como vivia, uma observação que repercutiu na obra de outros escultores sobre o tema. Erika Naginski, em sua análise da obra, considerando que ela provavelmente não foi uma peça de devoção religiosa como De Quincy quis que aparecesse, mas que teria circulado como objeto de consumo decorativo, sugere que ela já não representa uma das formas do idealismo canoviano, mas sim seria um sinal de uma progressiva estetização burguesa e sentimental da arte na virada para o século XIX, e a compara com outras obras do mesmo período, de outros autores, que indicam essa evolução. De qualquer modo a posição em que ela se encontra, de joelhos, era praticamente inexplorada na escultura, e foi pioneira ao estabelecer essa tipologia para a representação da melancolia, sendo imitada muitas vezes mais tarde e se tornando uma influência sobre as pesquisas de Rodin sobre essa forma.

#### Heróis
A tipologia do herói nu estava estabelecida desde a Antiguidade clássica, quando as competições atléticas nos festivais religiosos celebraram o corpo humano, especialmente o masculino, de uma forma sem paralelos em outras culturas. Os atletas competiam nus, e os gregos consideravam-nos encarnações de tudo o que havia de melhor na humanidade, sendo uma consequência natural desse ideário associar o nu com a glória, o triunfo e também com a excelência moral, princípios que se cristalizaram na estatuária daquele tempo. O nu se tornou, então, o veículo privilegiado para a expressão de valores éticos e sociais fundamentais para a sociedade grega, aparecendo na representação dos deuses, nos monumentos comemorativos das vitórias, nas oferendas votivas, e o cultivo do corpo era parte integral do complexo sistema ético-pedagógico grego conhecido como paideia. Mas eram representações ideais, e não retratos. Consagravam um protótipo comum a todos, um conceito genérico de beleza, de sacralidade, de juventude, vigor, equilíbrio e harmonia entre mente e corpo, e não a variedade individual. Em outras culturas antigas o nu era na maior parte das vezes um símbolo de fraqueza e desonra, de desgraça e derrota. O exemplo mais típico dessa visão, que contrastava tão dramaticamente com a grega, é o mito de Adão e Eva, cuja nudez foi o sinal da sua vergonha.
Quando o Cristianismo se tornou a força cultural dominante no ocidente, o nu passou a ser um tabu, pois os cristãos não apreciavam os jogos públicos nem tinham atletas, nem precisavam de imagens de divindades nuas, pois seu deus vedara a criação de ídolos, e a nova atmosfera religiosa estava impregnada pela noção do pecado original. Assim o corpo foi desvalorizado, e a ênfase na castidade e no celibato impôs ainda maiores restrições, de modo que na arte medieval são muito raras as imagens nuas, salvo a dos próprios Adão e Eva, mas novamente sua nudez era a marca de sua queda. A revalorização da cultura clássica durante o Renascimento colocou novamente o corpo humano e a nudez em foco, junto com o repertório de mitos antigos, e desde então o nu voltou a ser um motivo infinitamente fértil para os artistas. Durante o Barroco o interesse não declinou, e tampouco durante o Neoclassicismo, ao contrário. Cercado de uma simbologia em muitos pontos semelhante à da Antiguidade, o nu se tornou outra vez onipresente na arte ocidental, mas foi então reservado geralmente apenas para temas mitológicos, sendo considerado pouco adequado à figuração de personagens vivos.

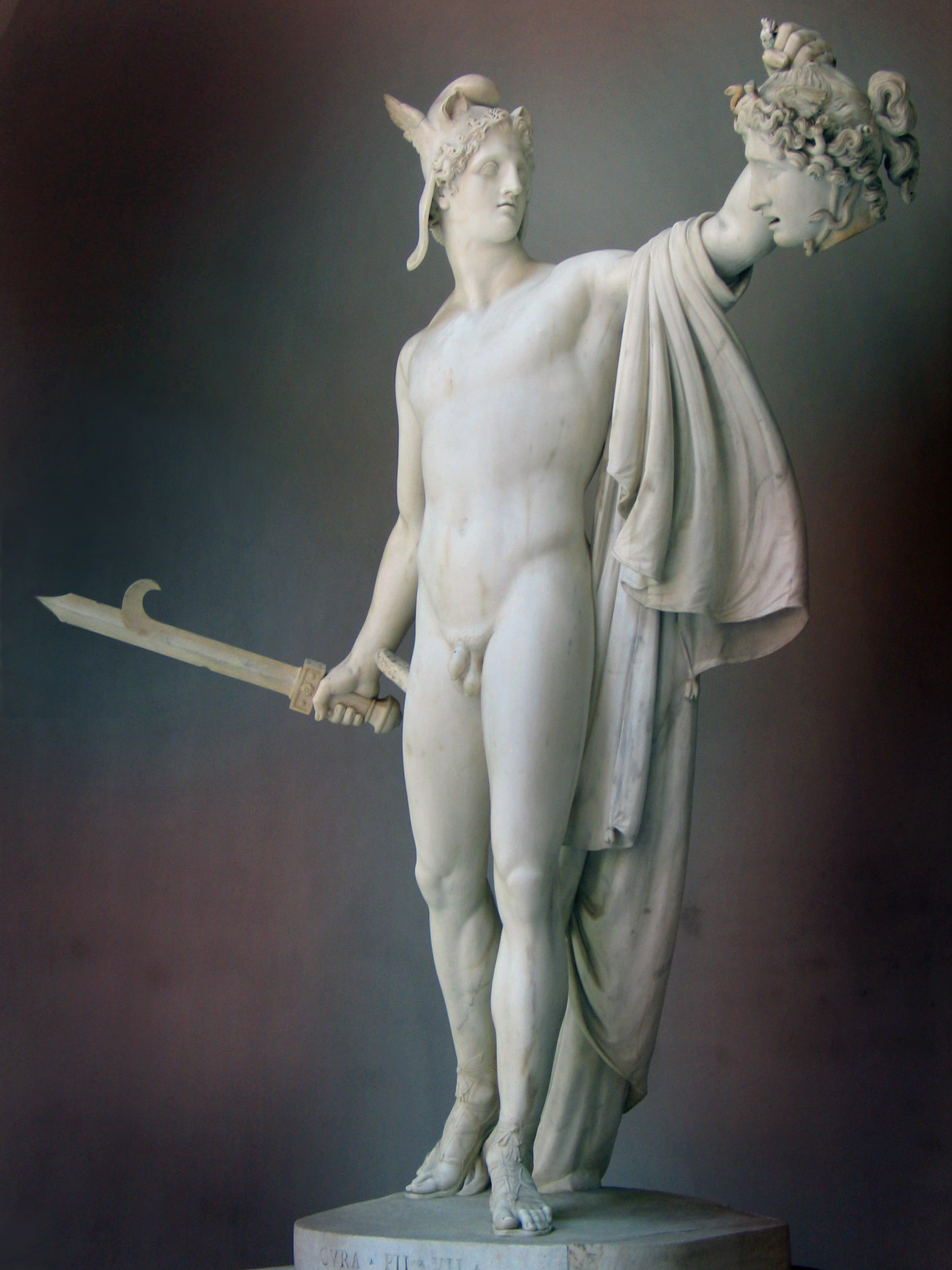
O Perseu.

A primeira grande obra heroica de Canova foi o grupo de Teseu vencendo o minotauro (c. 1781), esculpido por encomenda de Girolamo Zulian. Iniciou seu projeto com a ideia tradicional de representá-los em combate, mas por conselho de Gavin Hamilton mudou o plano e passou a elaborar uma imagem estática. O mito era bem conhecido e já havia sido inspiração para vários artistas, mas a situação que Canova concebeu jamais havia sido representada antes, seja em escultura ou pintura, com o herói já vitorioso, sentado sobre o corpo do monstro, contemplando o resultado de sua façanha, e a composição obteve um sucesso instantâneo, abrindo-lhe as portas do patronato romano.
O grupo de Hércules furioso lançando Licas ao mar (1795-1815) foi criado sob encomenda de Don Onorato Gaetani, membro da nobreza napolitana, mas a queda dos Bourbons obrigou o patrono ao exílio e ao rompimento do contrato, quando o modelo já estava pronto. Por três anos o autor buscou um novo patrono para compra da versão em mármore, até que em 1799 ele foi contatado pelo conde Tiberio Roberti, um funcionário do governo austríaco em Verona, a fim de que ele esculpisse um monumento celebratório da vitória imperial sobre os franceses em Magnano. Sobrecarregado pelas suas encomendas, Canova tentou oferecer no lugar o Hércules e Licas, mas a composição foi rejeitada. A posição de Canova era delicada. Nascido no Vêneto, que era uma possessão austríaca, o escultor era um súdito do império Habsburgo, que também pagava a sua pensão naquela época e havia encomendado já outra composição, um cenotáfio. Além disso a figura de Hércules era tradicionalmente associada com a França, e embora a obra fosse reconhecida pela sua qualidade intrínseca, sua ambiguidade temática a tornava inadequada para um monumento austríaco.
Possivelmente a sua composição mais célebre no gênero heroico e uma das principais em toda a sua produção foi o Perseu com a cabeça da Medusa, concebida em torno de 1790 mas esculpida com grande rapidez entre fins de 1800 e o início de 1801, no retorno de sua viagem à Alemanha. Foi concebido sob a inspiração do Apolo Belvedere, uma obra considerada então como o ápice da estatuária clássica grega e um representante perfeito do belo ideal. O herói não é figurado em combate, mas no seu triunfo, sereno, no momento de relaxamento após a tensão da luta com a Medusa. Nele estão expressos dois princípios psicológicos opostos mas contíguos, o da "ira cessante" e o da "satisfação nascente", como sugeriu a condessa Isabella Albrizzi, uma de suas primeiras comentaristas, ainda em vida do autor. Imediatamente após sua conclusão foi reconhecido como uma obra-prima, mas houve quem criticasse seu caráter excessivamente "apolíneo", próprio para o deus mas não para um herói, e sua atitude por demais "graciosa", indigna de um guerreiro. Cicognara ironizou o fato dizendo que os críticos, na impossibilidade de atacarem a execução, tida como impecável por todos, procuraram desmerecer seu conceito. Anos mais tarde, quando Napoleão tomou para a França o Apolo, o papa adquiriu Perseu para compensar a perda, e mandou erguê-lo no pedestal da imagem roubada; por isso tornou-se conhecido como O Consolador. Existe uma segunda versão que foi criada entre 1804 e 1806 para a condessa Valeria Tarnowska da Polônia e que hoje está no Museu Metropolitano de Arte de Nova Iorque, e que segundo a descrição do museu mostra um maior refinamento nos detalhes e uma abordagem mais lírica do sujeito.
A derradeira grande composição heroica de Canova foi o grupo de Teseu vencendo o centauro (1805-1819), uma de suas imagens mais violentas. Fora encomendada por Napoleão com o objetivo de instalá-la em Milão, mas foi adquirida pelo imperador austríaco e levada para Viena. Um viajante inglês em visita ao seu atelier disse que ao ver essa composição, mesmo ainda incompleta, encontrou o que responder para aqueles que tinham Canova apenas como um mestre do gracioso e do suave. O grupo é composto a partir de uma forma piramidal, dominada pela forte diagonal do corpo do herói prestes a abater o centauro com uma clava, enquanto o subjuga agarrando-o pela garganta e pressionando o joelho contra seu peito, dando forte impulso com a perna direita. O detalhamento anatômico do corpo do centauro é especialmente rico. Também são notáveis as estátuas que fez representando Palamedes, Páris, Heitor e Ájax.

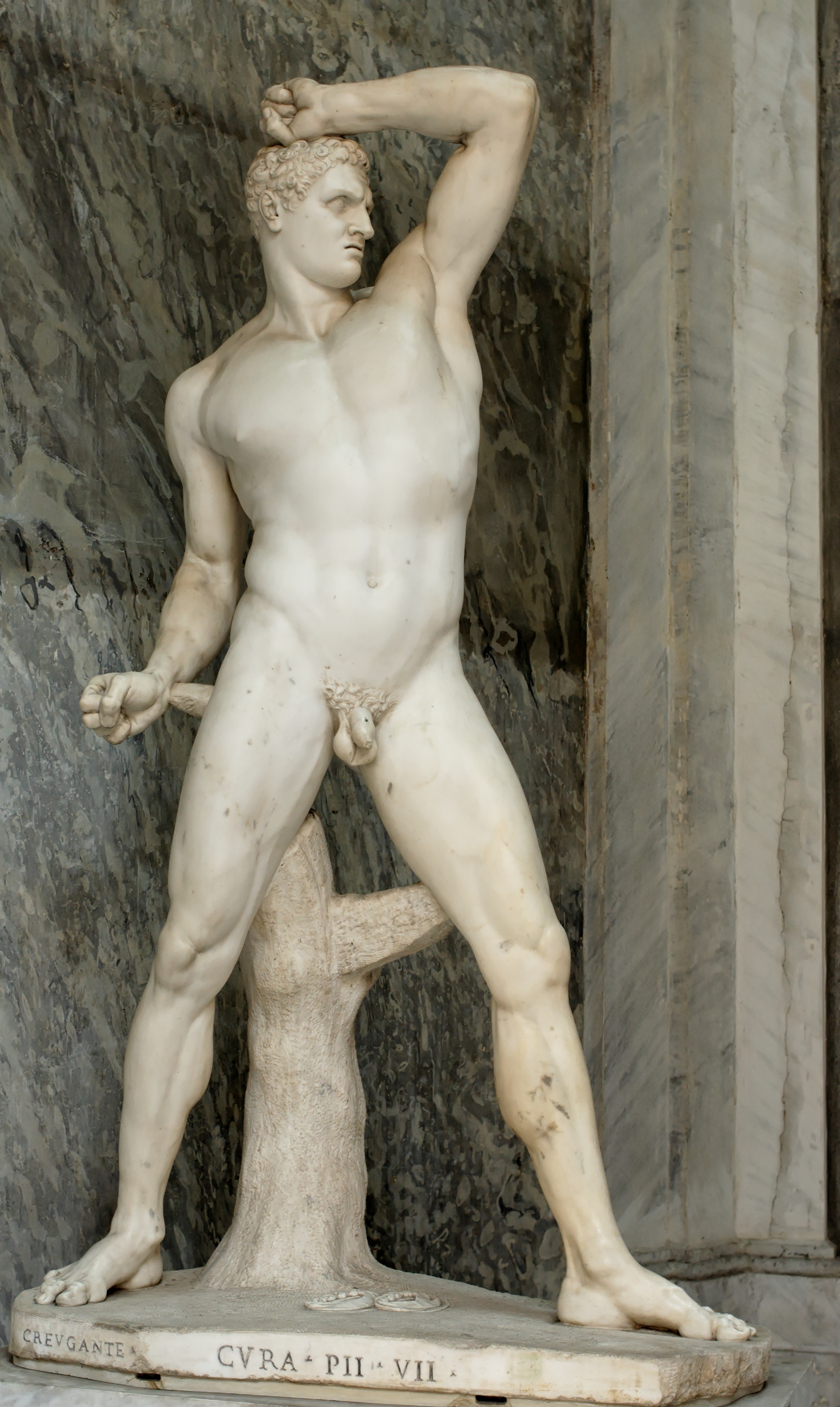
Creugas. Museus Vaticanos
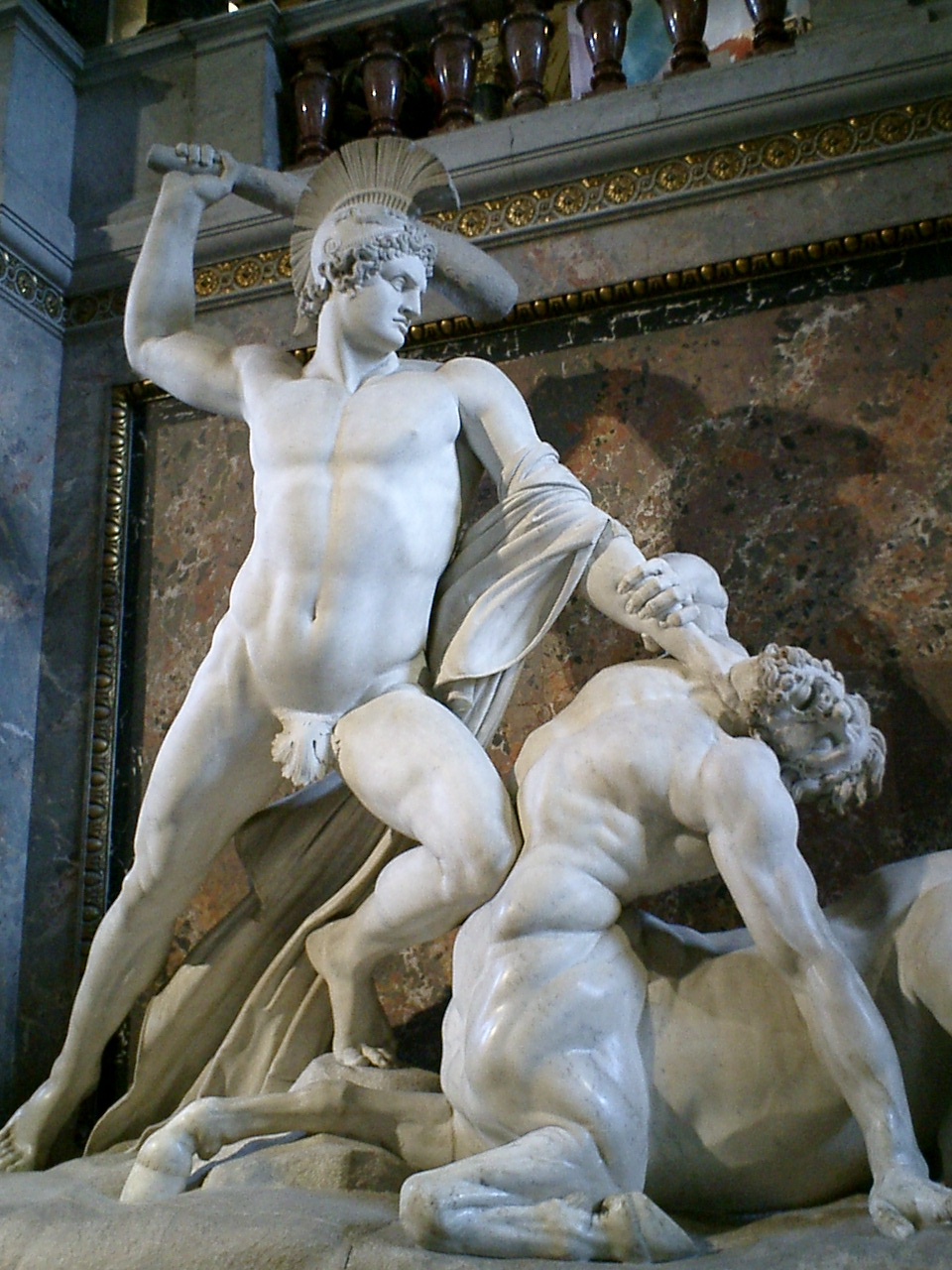
Teseu vencendo o centauro. Kunsthistorisches Museum, Viena
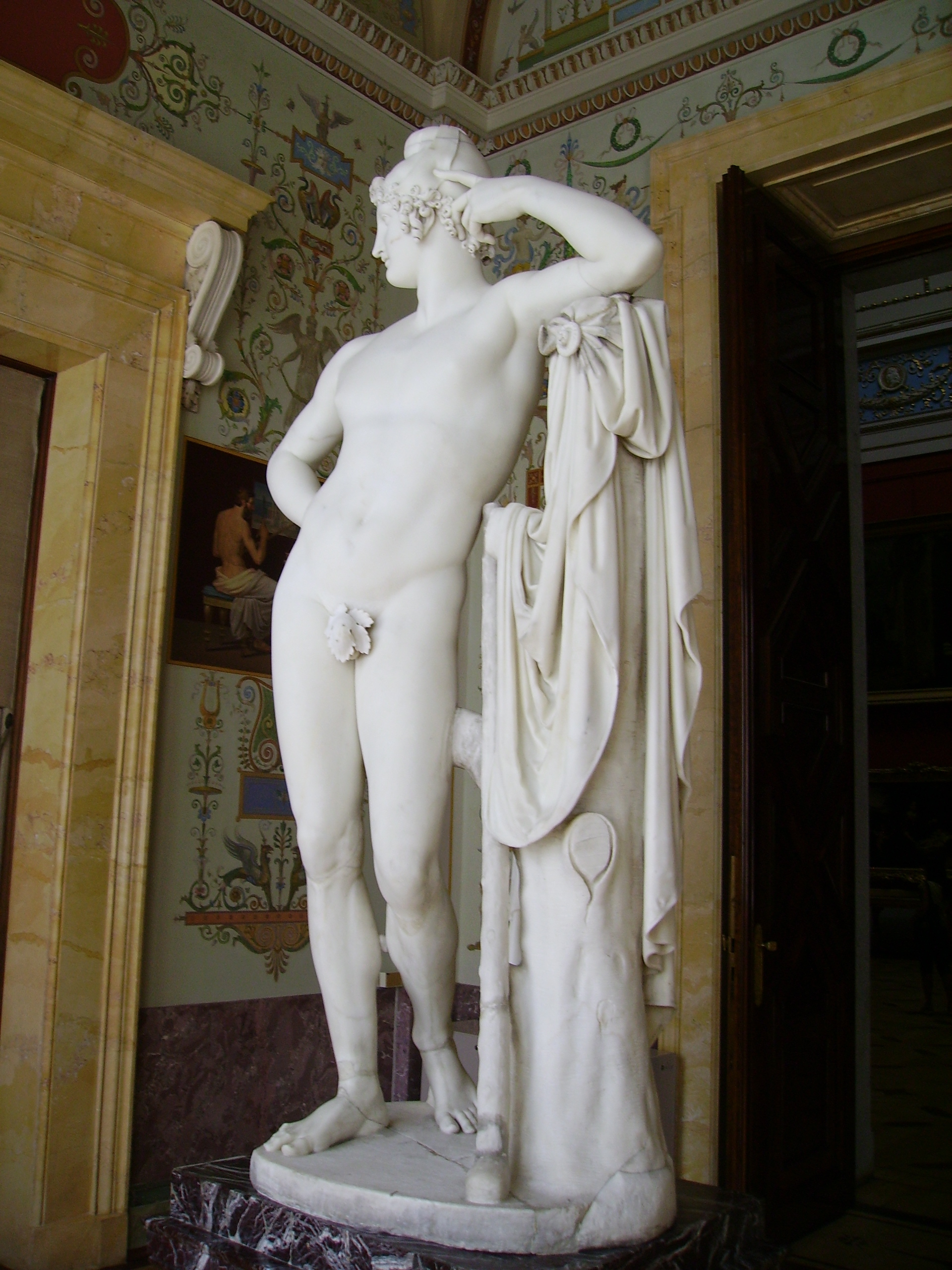
Páris. Museu Hermitage, Moscou
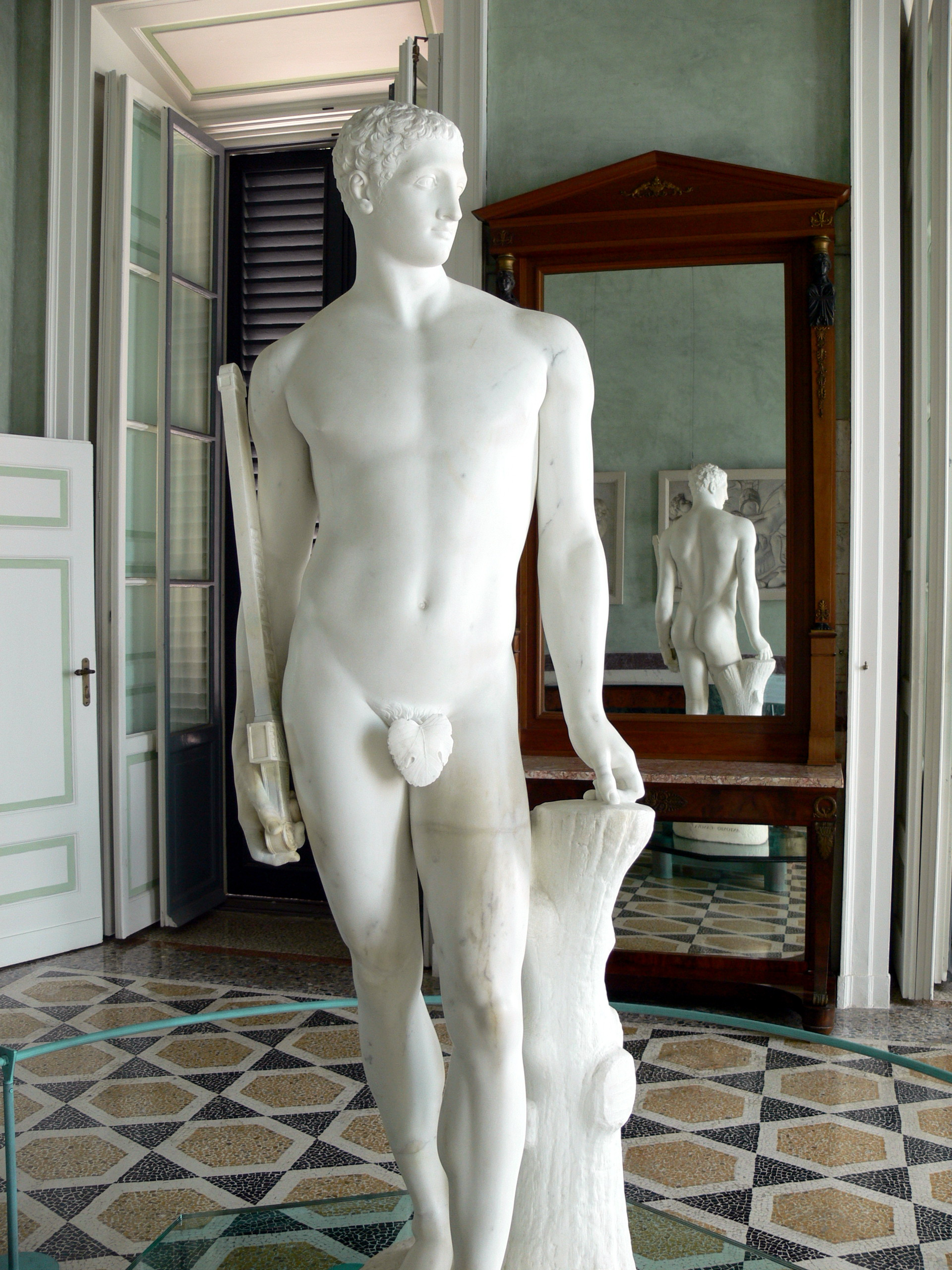
Palamedes. Villa Carlotta, Tremezzo

#### Eros e Psiquê
A figura de Psiquê foi abordada várias vezes por Canova, seja isoladamente, seja em conjunto com seu companheiro mitológico Eros. Entre as mais celebrizadas está o grupo de Eros e Psiquê (1793) hoje no Museu do Louvre, que se afasta bastante dos modelos clássicos e também das representações correntes no século XVIII. A imagem fora encomendada pelo coronel John Campbell em 1787, e captura o momento em que Eros revive Psiquê com um beijo depois de ela ter absorvido a poção mágica que a lançara num sono eterno. Para Fleming & Honour este grupo é especialmente significativo porque oferece uma imagem ao mesmo tempo idealizada e humana do amor. E também porque as grandes superfícies e a espessura surpreendentemente fina das asas de Eros, os pontos de apoio estrutural sabiamente escolhidos, e o gracioso mas formalmente ousado entrelaçamento das formas corporais, cuja fluência e suavidade aparecem tão naturais, escondem na verdade uma notável proeza em termos técnicos e o profundo entendimento do artista das capacidades expressivas do corpo humano. Existe uma cópia no Museu Hermitage e o modelo em gesso também sobreviveu.

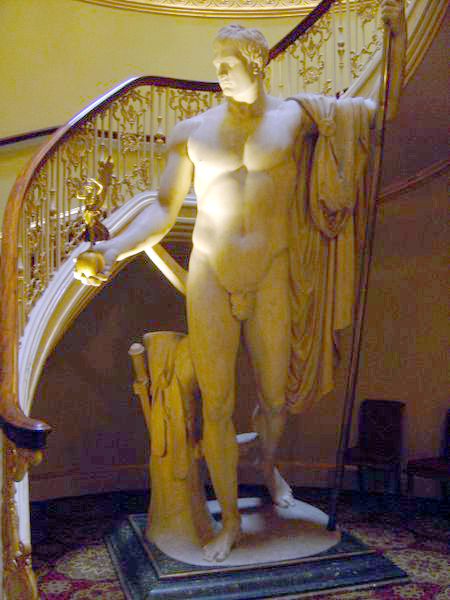
Napoleão Bonaparte como Marte pacificador. Apsley House, Londres.

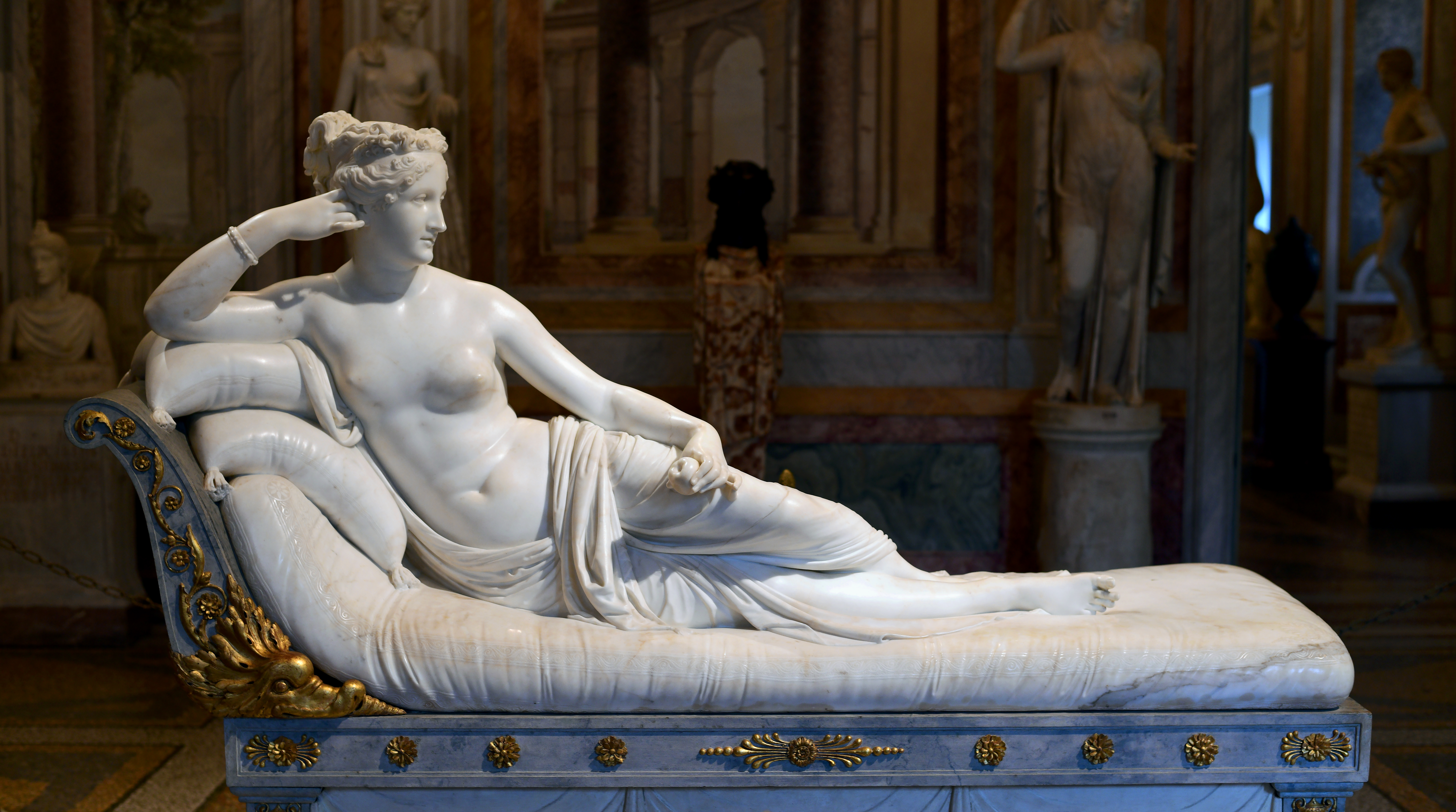
Pauline Bonaparte como Vênus vencedora. Galeria Borghese, Roma.

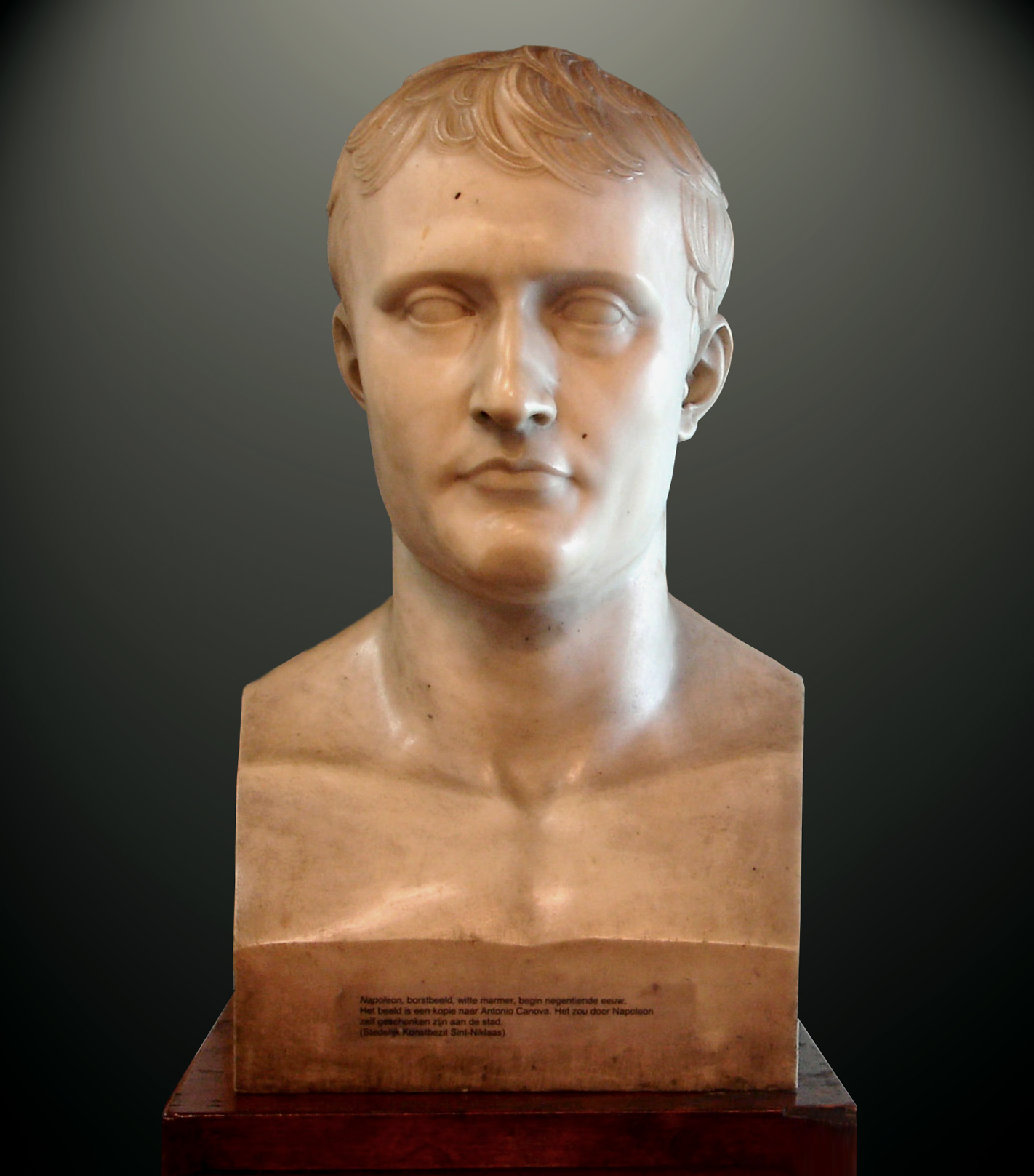
Busto de Napoleão, Prefeitura de Sint-Niklaas.

#### Retratos alegóricos
Parte de suas encomendas oficiais era a criação de estátuas que sintetizavam as características do retrato com a alegoria, o que era muito comum para a celebração de grandes figuras públicas, associando-as à aura mítica do imaginário antigo. Não obstante seu sucesso frequente, algumas delas foram criticadas. Como exemplo está o retrato de Napoleão Bonaparte como Marte pacificador (mármore, 1802-1806, outra versão em bronze de 1807), que não obstante fazer uso óbvio das tipologias clássicas, no caso o Doríforo de Policleto, foi inovador o bastante para não ser bem recebido nem pelo encomendante nem pela crítica do seu tempo, por representá-lo nu, o que se era aceitável em personificações mitológicas, não o era para a representação de personalidades públicas vivas. Canova devia estar obviamente cônscio dessas convenções, e se torna surpreendente que tenha escolhido essa forma específica para sua obra. Napoleão havia lhe dado completa liberdade de trabalho, mas isso não parece justificar o caso. O mais provável é que as ideias de Quatremère de Quincy, expressas na correspondência trocada com artista, o tenham induzido a fazer essa opção tão polêmica, onde o francês enfatizava a necessidade de representá-lo à maneira grega, rejeitando uma forma romanizada com uma toga ou uma imagem do modelo em roupas modernas. Mesmo com o fracasso da encomenda, a estátua foi exposta no Museu do Louvre até 1816, quando foi capturada pelos ingleses e oferecida como presente ao primeiro Duque de Wellington, em cuja mansão se encontra até hoje.
O retrato de George Washington realizado para o governo da Carolina do Norte nos Estados Unidos em 1816, infelizmente perdido num incêndio poucos anos depois, foi outro exemplo de uso modificado dos modelos clássicos, representando-o como um césar e vestido com uma túnica e armadura antiga, mas sentado a escrever e com o pé direito calcando sua espada ao chão. A obra também foi recebida entre uma polêmica, por ser considerada remota demais da realidade republicana da América, ainda que mesmo lá a cultura clássica estivesse em grande voga. Também merece nota o retrato que fez de Pauline Bonaparte como Vênus vencedora (1804-08). Inicialmente Canova sugeriu que ela fosse representada como Diana, a deusa da caça, mas ela insistiu em ser mostrada como a deusa do amor, e a má reputação que ela adquiriu em Roma parece justificar essa associação. A escultura a mostra reclinada sobre um leito e portando a maçã, atributo da deusa. Não é, como os outros retratos alegóricos do autor, uma obra completamente idealista, mas ainda que faça referência à arte antiga mostra um naturalismo típico do século XIX. Devido à notoriedade de Pauline, o encomendante da obra, seu marido o príncipe Camillo Borghese, manteve a escultura oculta dos olhos do público, e nos raros casos em que permitiu vê-la era sempre sob a fraca luz de uma tocha. De qualquer forma a obra foi muito bem recebida e hoje é considerada uma das obras-primas de Canova.
Quanto aos retratos convencionais, é suficiente dizer que Canova mostrou uma grande habilidade em captar as expressões fisionômicas do modelo, mas moderando-as dentro de uma abordagem formalista que remetia à importante retratística da Roma Antiga. Recebeu inúmeras encomendas para retratos, muitas mais do que foi capaz de atender, e sobrevive um significativo número de modelos acabados mas nunca transpostos para o mármore.

#### Obras fúnebres

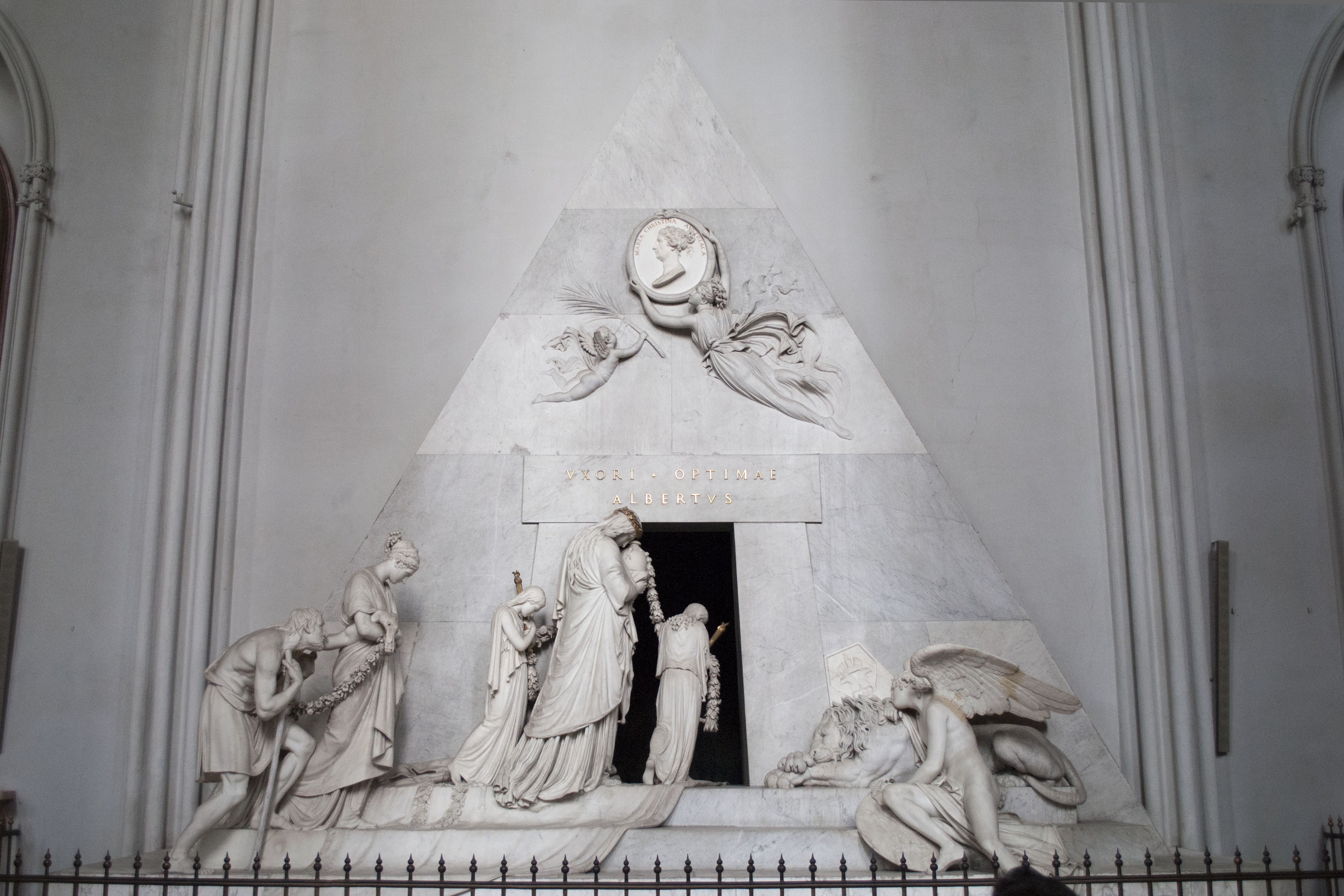
Cenotáfio da Arquiduquesa Maria Cristina. Igreja dos Agostinhos, Viena.

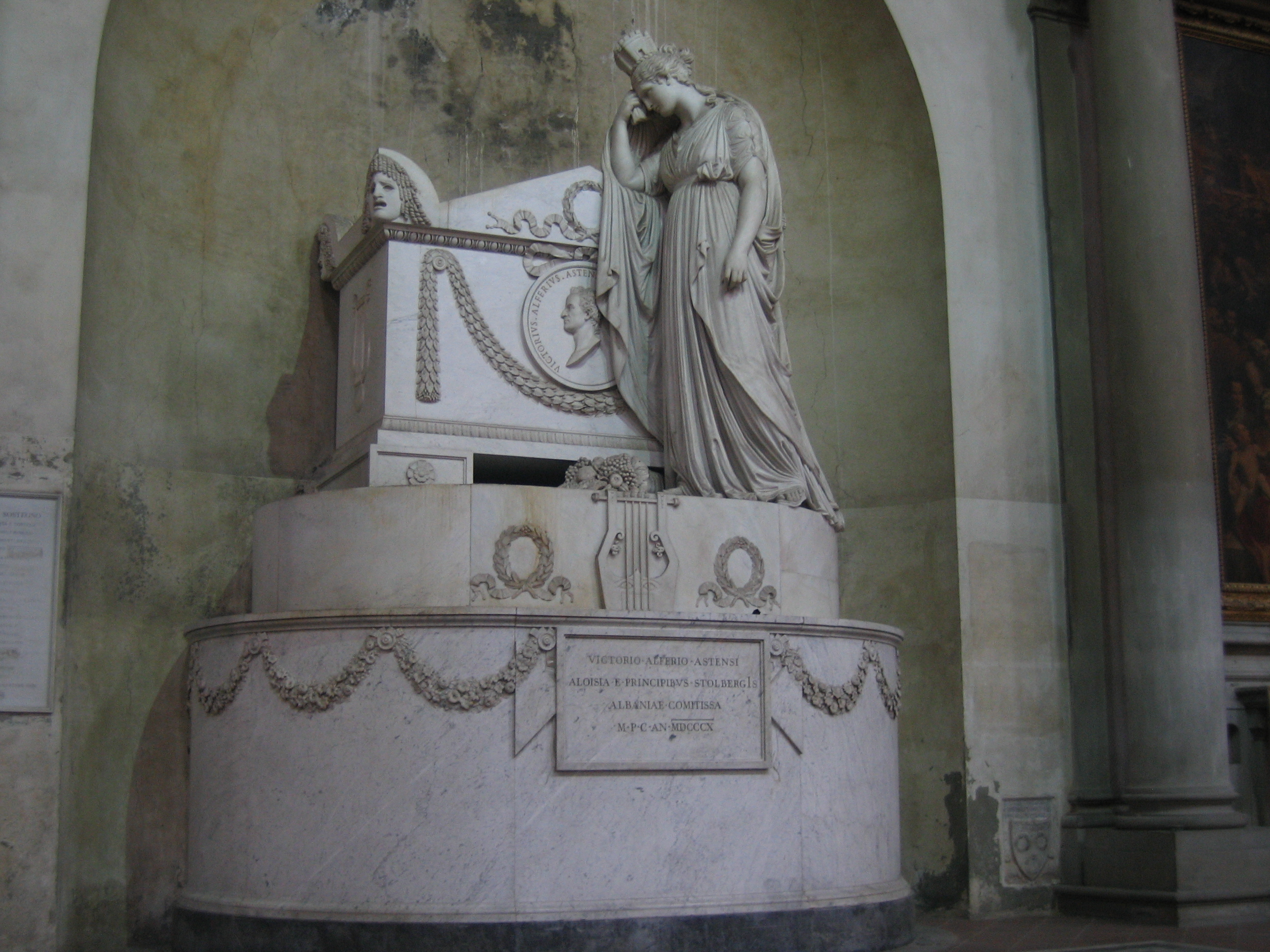
Tumba de Vittorio Alfieri. Basilica di Santa Croce, Florença.

Os monumentos fúnebres de Canova são considerados criações altamente inovadoras por abandonarem as tradições funerárias excessivamente dramáticas do Barroco e por se alinharem aos ideais de equilíbrio, moderação, elegância e repouso defendidos pelos teóricos do Neoclassicismo. Neles também está presente uma concepção original que colocava representações idealistas e sóbrias da figura humana num contexto de ousadas ideias arquiteturais. Entre as composições mais significativas nesse gênero estão os cenotáfios papais e o que havia criado para Ticiano e acabou sendo construído post-mortem e servido para si mesmo, todos já mencionados antes, mas o mais bem conseguido na opinião da crítica moderna é o Cenotáfio da Arquiduquesa Maria Cristina da Áustria (1798-1805), que causou grande estranhamento quando foi entregue aos seus patronos, a Casa Imperial austríaca.
Sua forma piramidal e a presença de um cortejo de figuras anônimas em vários estágios da vida que não são nem retratos nem personificações alegóricas diferem radicalmente dos modelos fúnebres que então estavam em voga. A imagem da falecida sequer está entre elas, e figura apenas em um medalhão acima da entrada. Para um membro da casa reinante que fora reconhecida pela sua obra caritativa e piedade pessoal, a composição é inusitadamente reticente acerca da sua personalidade. Christopher Johns a lê como uma declaração conscientemente apolítica e antipropagandística do autor num momento em que a situação europeia estava tumultuada pela Revolução Francesa e os monumentos públicos eram carregados de associações políticas, e expressa seu desejo de afirmar a superioridade das escolhas estéticas sobre a temática. Aparentemente a obra foi aceita apenas porque sua localização em uma igreja tradicionalmente ligada aos Habsburgo e seu aspecto que lembrava os monumentos da Roma imperial garantiram para ela uma leitura suficientemente livre de ambiguidades.
Esses monumentos estabeleceram várias convenções significantes seguidas largamente por seus sucessores que convém explorar. Em todas elas aparecem figuras-tipo, como o gênio com a tocha invertida e apagada, simbolizando o fogo da vida extinto, o leão alado adormecido que aguarda a ressurreição, as mulheres chorosas indicando diretamente o luto, e figuras com várias idades significando a universalidade da morte e a efemeridade da existência, além de uma porta que conduz a um espaço escuro indicando o mistério do além. Um cortejo diversificado de figuras está presente apenas nos grandiosos cenotáfios de Viena e no seu próprio, mas algumas aparecem nas tumbas papais e em vários epitáfios menores em baixo-relevo que produziu para patronos sem muitos recursos. Geralmente o retrato do morto é apenas secundário, esculpido sob a forma de busto sobre uma coluna ou em um medalhão e destacado do grupo principal, como acontece nas placas comemorativas de Ercole Aldobrandini, Paolo Tosio e Michal Paca, uma prática que só foi rompida no fim do século, quando a arte fúnebre passou a protagonizar a pessoa que homenageia. Um monumento menor, mas de grande importância para a evolução do nacionalismo e da arte fúnebre italiana, foi o que criou em 1810 para o poeta Vittorio Alfieri, que se tornou um modelo da exaltação do morto como um exemplo de virtude e apresentou a primeira representação alegórica da Itália como uma entidade política unificada, sendo saudado em sua inauguração como um marco do Risorgimento italiano.

#### Pintura e arquitetura

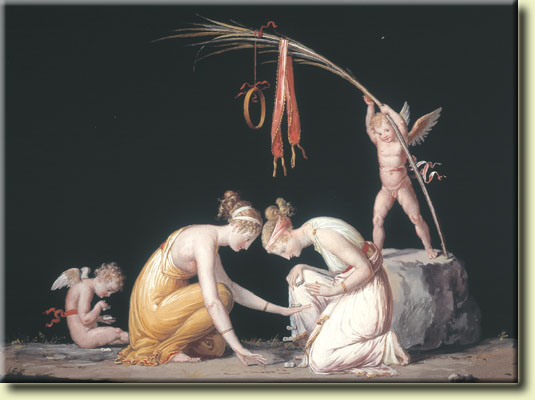
As jogadoras de astrágalo, têmpera, c. 1799. Museu Canoviano, Possagno.

A pintura e a arquitetura foram atividades muito secundárias para Canova, mas ele não deixou de realizar alguns experimentos. Na última década do século XVIII começou a praticar a pintura como recreação privada, concluindo vinte e duas obras antes de 1800. São obras de escassa importância no conjunto de sua produção, em sua maioria recriações de pinturas da Roma Antiga que viu em Pompeia, junto com alguns retratos e outras mais, mas não carecem de boas qualidades. De fato, uma cabeça que pintou foi tomada em sua época como uma obra do afamado Giorgione.
Projetou uma capela em estilo Palladiano para a vila de Crespano del Grappa, alguns de seus monumentos fúnebres têm importantes elementos arquiteturais e sua obra nesse campo foi coroada com bastante sucesso no chamado Templo Canoviano em Possagno, que projetou com o auxílio de arquitetos profissionais. A pedra fundamental foi lançada em 11 de julho de 1819, e sua estrutura segue de perto o Panteão de Roma, mas em uma versão mais compacta, sintética e de menores dimensões, com um pórtico em colunata dórica que sustenta um frontão clássico, e tendo o corpo principal do prédio coberto por uma cúpula. Também comporta uma abside, ausente no modelo romano. O conjunto está situado no topo de uma colina, dominando Possagno, e cria um efeito paisagístico impactante. Foi nesse templo que o corpo do artista veio a ser sepultado.

## Legado e fortuna crítica
A primeira fonte documental importante sobre sua vida e carreira apareceu quando ele ainda vivia, um catálogo de suas obras completas até 1795, publicado no ano seguinte por Tadini em Veneza. Na época de seu falecimento surgiram um exaustivo catálogo geral em 14 volumes, Opere di sculture e di plastica di Antonio Canova (Albrizzi, 1824), vários ensaios biográficos, entre eles Notizia intorno alla vita di Antonio Canova (Paravia, 1822), Biographical Memoir (Cicognara, 1823), e Memoirs of Antonio Canova (Memes, 1825), e mais uma profusão de elogios fúnebres recolhidos e publicados por seus amigos, trabalhos que permanecem como as principais fontes para a reconstituição de sua trajetória. Ele recebeu umas poucas críticas importantes em vida, entre elas os artigos que Carl Ludwig von Fernow publicou em 1806, condenando sua excessiva atenção à superfície das obras, o que para ele desvirtuava o idealismo estrito defendido por Winckelmann e as rebaixava a objetos de apelo sensual, mas indiretamente reconhecia o efeito hipnótico que o refinado acabamento das obras de Canova exercia sobre o público. Por ocasião de sua morte a opinião generalizada sobre ele era sumamente favorável, e mais do que isso, entusiasta. Apesar de ser considerado o escultor neoclássico por excelência, e de o Neoclassicismo pregar a moderação e o equilíbrio, muitas vezes suas obras excitaram as paixões mais ardentes de seu público, num período em que Neoclassicismo e Romantismo corriam lado a lado.

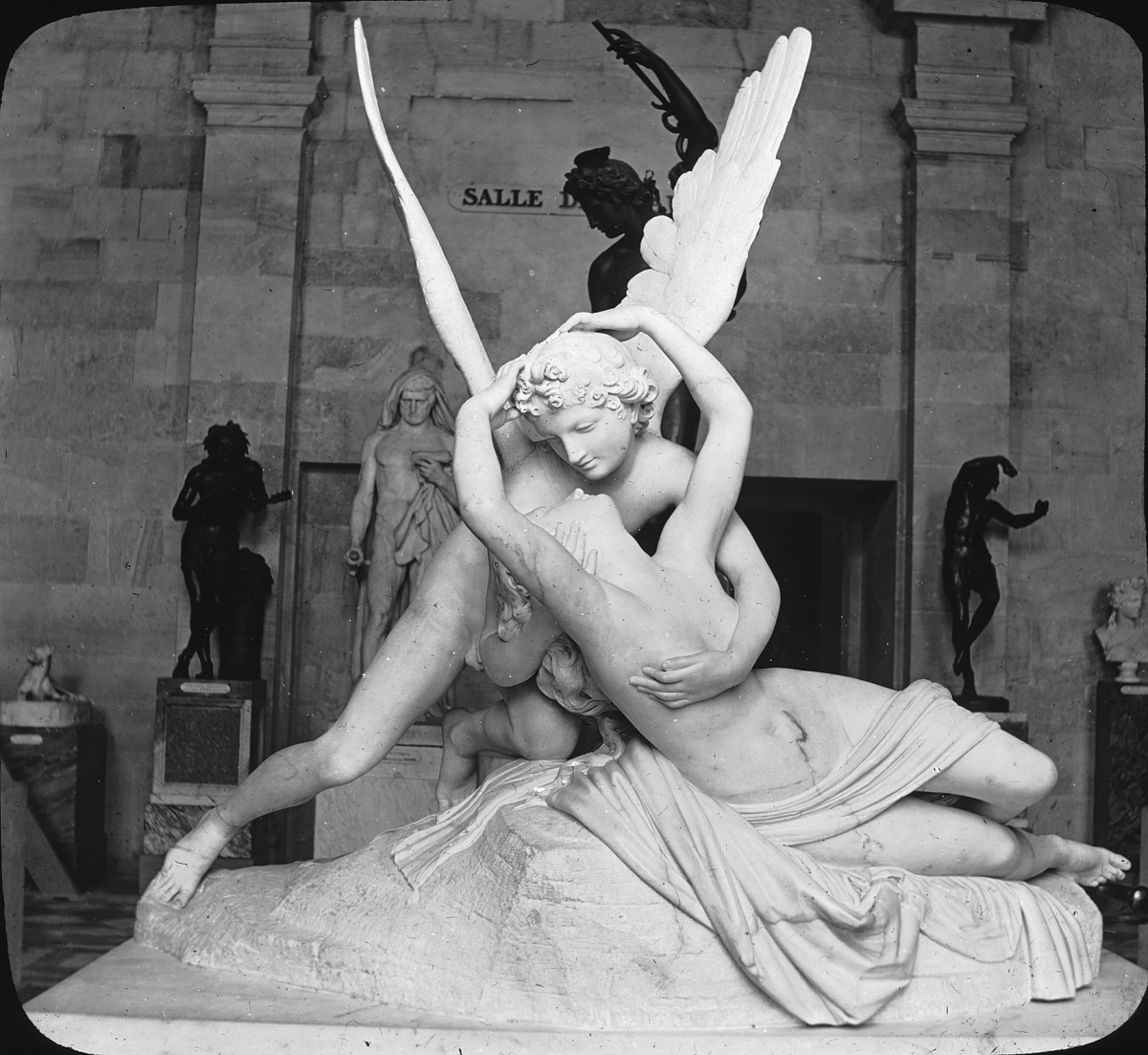
Psiquê revivida pelo beijo de Eros, versão do Louvre.

Canova foi muito imitado na Itália, atraiu inúmeros admiradores de várias partes da Europa e da América do Norte, entre eles Joseph Chinard, Antoine-Denis Chaudet, John Flaxman, John Gibson, Bertel Thorvaldsen e sir Richard Westmacott, foi avidamente colecionado na Inglaterra e seu estilo frutificou numa escola fiel na França, onde foi favorecido pela simpatia que Napoleão lhe dirigia, encomendando, ele e seus familiares, diversas obras. Se tornou ainda uma referência para todos os artistas acadêmicos do século XIX. Em vida Canova sempre procurou estar distante da política, mas como já foi visto, em várias ocasiões seu talento foi cooptado pelos poderosos. De qualquer forma até mesmo nesses casos suas obras manifestam um notável apartidarismo. Isso não impediu que logo após sua morte fosse associado ao movimento nacionalista italiano e muitas de suas criações excitassem os sentimentos de orgulho nacional. Cicognara o colocou como uma figura central no Risorgimento italiano, e ao longo de todo o século XIX, mesmo através do Romantismo, Canova foi frequentemente lembrado como um dos gênios tutelares da nação. No início do século XX, quando o Modernismo já era a tendência dominante, ele começou a ser atacado como um mero copista dos antigos, e sua obra caiu em descrédito generalizado, junto com todas as outras expressões classicistas e acadêmicas. Sua importância só voltou a ser apreciada na segunda metade do século XX, após a surgimento dos estudos que lhe dedicaram Hugh Honour e Mario Praz, que o reapresentaram para a crítica como um elo de ligação entre o mundo antigo e a sensibilidade contemporânea.
A crítica contemporânea continua vendo Canova como o maior representante da corrente neoclássica de escultura, e reconhece seu grande papel na fixação de um novo cânone que ao se referir à tradição da Antiguidade não ficou servilmente atado a ela, mas adaptou-a para atender às necessidades de seu próprio tempo, fazendo uma escola de enorme difusão e influência. Também se reconhece o mérito de sua vida pessoal exemplar e de seu integral devotamento à arte.
Em Possagno foi criado um importante museu dedicado inteiramente à sua memória, o Museu Canoviano. O museu guarda um expressivo conjunto de esculturas em gesso e mármore e muitos dos seus modelos para as obras definitivas, além de pinturas, desenhos e aquarelas, esboços e projetos, ferramentas de escultura e outros itens de trabalho, sua biblioteca, correspondência e outros escritos, acervo que foi formado inicialmente com o espólio encontrado em seu atelier romano por ocasião de sua morte. De lá foi transferido para Possagno por seu meio-irmão Sartori, juntando-se com o que permanecia no atelier que Canova mantinha em sua casa natal. Em 1832 Sartori mandou erguer um prédio para abrigar a coleção, adjacente à casa onde ele nascera, e em 1853 criou uma fundação para gerir o legado canoviano, doando todo o patrimônio do museu à comuna de Possagno. Em meados do século XX o prédio foi ampliado e provido de infraestrutura expositiva moderna.